# Láčkovka rádža
Láčkovka rádža (Nepenthes rajah) je masožravá rostlina z rodu Nepenthes. Druh popsal Joseph Dalton Hooker v roce 1859 a pojmenoval jej na počest svého přítele, prvního bílého rádži ze Sarawaku, Jamese Brooka. Roste pouze na ostrově Borneo na kamenitých svazích hor Kinabalu a Tambuyukon v serpentinitových půdách s vysokým obsahem niklu a chromu v nadmořské výšce 1 500–2 650 m n. m.
Je to vytrvalá rostlina, kořenící na zemi. Její stonky mohou mít až šest metrů na délku a rostou na nich listy v odstupu asi 20 cm. Jsou to štítkovité čepele rostoucí na 15centimetrovém řapíku. Z každého listu vybíhá asi půlmetrový úponek, který má na konci pupen, z něhož se za vhodných podmínek vyvine láčka na chytání potravy. Láčky jsou naplněny trávicí tekutinou, na povrchu mají červené až nachové zbarvení, zevnitř jsou žlutozelené. Rostlina vytváří dva typy láček. Spodní měří běžně 35 cm na délku a 18 cm na šířku, čímž se řadí mezi největší na světě. Horní jsou menší, mají tvar nálevky a objevují se vzácně. Obústí měří až 4 cm na šířku, je příčně žebrované a na okraji vybíhá ve špičaté výběžky. Rostlina může kvést po celý rok. Květenstvím je hrozen, plodem tobolka. Rostlina hybridizuje se všemi láčkovkami na Kinabalu, z nichž dva hybridy, Nepenthes × alisaputrana a Nepenthes × kinabaluensis, se dočkaly oficiálního popisu.
Láčkovka rádža je masožravka, živiny si doplňuje lapáním kořisti do láček. Mezi nejčastější potravu patří mravencovití, existují však záznamy i o chycení drobných obratlovců. Mimoto udržuje mutualistický vztah s malými savci, kterým poskytuje nektar, a oni do láčky na oplátku kálí, čímž jí poskytují dusík. V láčce navíc mohou žít drobné organismy označované termíny nepenthebionts a Nepenthes infauna.
Mezinárodní svaz ochrany přírody řadí láčkovku rádža mezi ohrožené druhy a je zapsána v příloze I Úmluvy o mezinárodním obchodu s ohroženými druhy volně žijících živočichů a rostlin. Nebezpečí pro ni představuje ilegální sběr rostlin, ztráta přirozeného prostředí či jev El Niño. Rostlinu lze sice pěstovat v umělých podmínkách, je to však obtížné.

## Nomenklatura

### Etymologie

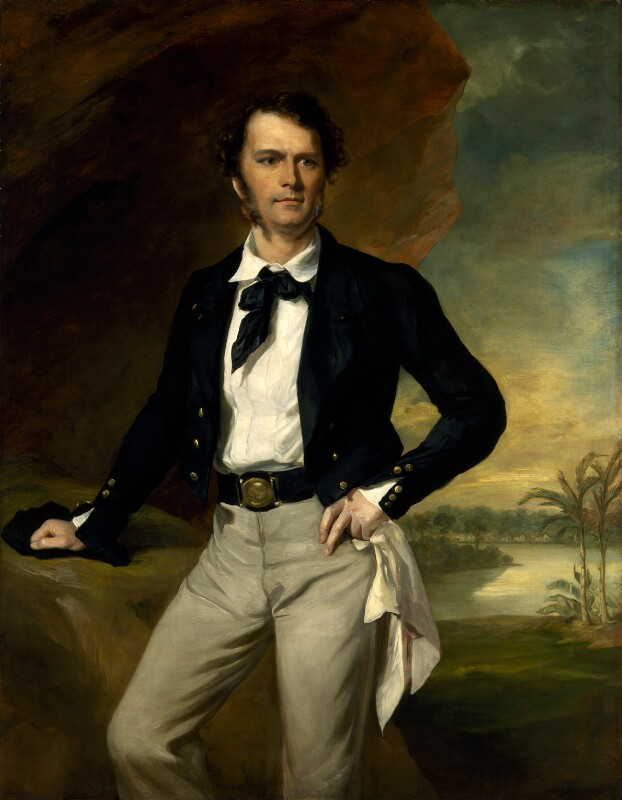
James Brooke

Láčkovku rádža poprvé popsal Joseph Dalton Hooker v roce 1859, pojmenoval ji po svém příteli Jamesi Brookovi, jenž byl prvním bílým rádžou v oblasti Sarawak a vládl na území, kde se tato rostlina vyskytuje. Druhové jméno rajah bylo v 19. století psáno velkým písmenem, protože se mělo jednat o vlastní jméno, tento zápis je však považován za chybný. Rajah znamená v překladu z malajštiny král, a proto bývá tato rostlina i kvůli svým velkým džbánům nazývána králem z rodu Nepenthes. Českým názvem pro tuto rostlinu je pak láčkovka rádža.
V anglicky mluvících zemích se láčkovce rádža mimo jiné přezdívá také monkey cup (opičí pohár), protože se věřilo, že obsah láček vyhledávají opice.

### Taxonomie
O první rozčlenění rodu Nepenthes se v roce 1873 postaral Joseph Hooker a své výsledky vydal v monografii Nepenthaceae. Láčkovku Nepenthes pervillei, která měla jiný tvar semen než ostatní láčkovky, umístil do monotypického podrodu Anurosperma. Zbylé druhy zařadil do podrodu Eunepenthes. Další změnu v systematice láčkovek provedl Günther Beck von Mannagetta und Lerchenau, který podrod Eunepenthes rozdělil do tří podskupin: Retiferae, Pruinosae a Apruinosae (kam se řadila láčkovka rádža).
Pro taxonomii klíčovou monografii, The Nepenthaceae of the Netherlands Indies (1928), poté vydal Benedictus Hubertus Danser. Láčkovky rozdělil do šesti kladů: Vulgatae, Montanae, Nobiles, Regiae, Insignes a Urceolatae. Láčkovku rádža umístil do kladu Regiae. Většina druhů v tomto kladu jsou velké rostliny se řapíkatými listy, hrubými červenohnědými „chloupky” na povrchu, trychtýřovitým džbánem, ostruhou a květenstvím hrozen. S výjimkou láčkovky Lowovy mají všechny rostliny z tohoto kladu rozšířené nebo zploštělé obústí. Většina druhů se vyskytuje pouze na ostrově Borneo. Ostatní klady nebyly již takto přesně specifikovány.
Od 21. století se pro výzkum příbuznosti láčkovek využívá biochemických analýz. Studie z roku 2001 se věnovala původu a systematice láčkovek. Láčkovky pravděpodobně vznikly v oblasti severní Tethydy, případně je uváděn gondwanský původ. Kolonizace jihovýchodní Asie láčkovkami pravděpodobně začala z Indie. Nejbazálnější druhy představují N. distillatoria a N. pervillei, na které navazuje klad tvořený madagaskarskými druhy N. madagascariensis a N. masoalensis. Další samostatný klad představuje pro Indii endemitní druh N. khasiana, ke kterému pak byly postaveny jako sesterský klad všechny ostatní druhy láčkovek, rozdělené do tří hlavních vývojových linií. Láčkovka rádža byla zahrnuta do prvního kladu, společně například se všemi sumatránskými láčkovkami a láčkovkami z Malajského poloostrova, Thajska, Kambodži a Vietnamu.

### Příbuzné druhy
V roce 1998 byl na filipínském ostrově Palawan nalezen nový druh láčkovky vzhledově podobný láčkovce rádža, krátkodobě klasifikovaný jako její poddruh. V roce 2007 byl Nerzem & Wistubou popsán jako druh Nepenthes mantalingajanensis.

## Výskyt

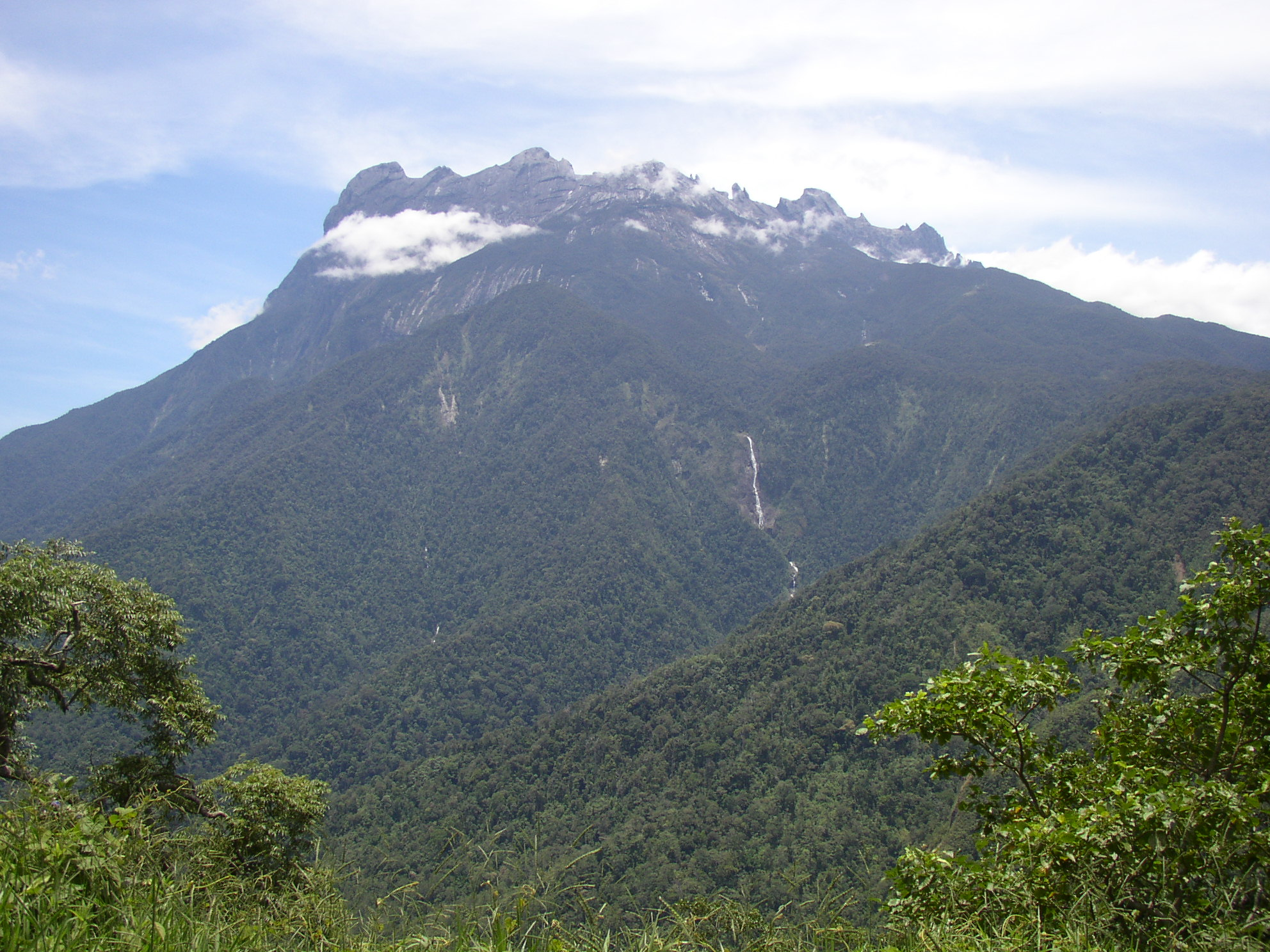
Hora Kinabalu

Láčkovka rádža je stenoendemická rostlina vyskytující se pouze na horách Kinabalu a Tambuyukon v oblasti Sabahu v Národním parku Kinabalu na otevřených stanovištích. Obývá převážně serpentinitové půdy s vysokým obsahem niklu a chromu. Pro většinu rostlin jsou jedovaté, což je pro láčkovku rádža výhodné, protože tak může zabrat i niky, kde nemusí soupeřit s ostatními druhy rostlin o prostor a živiny. Podobně jako láčkovka rádža vyhovuje půda s obsahem těžkých kovů i některým jiným láčkovkám, jako je Nepenthes × alisaputrana (hybrid láčkovky Nepenthes burbidgeae a Nepenthes rajah) a Nepenthes villosa. Tyto půdy často vytvářejí relativně tenkou vrstvu na základě tvořeném ultramafickými horninami.

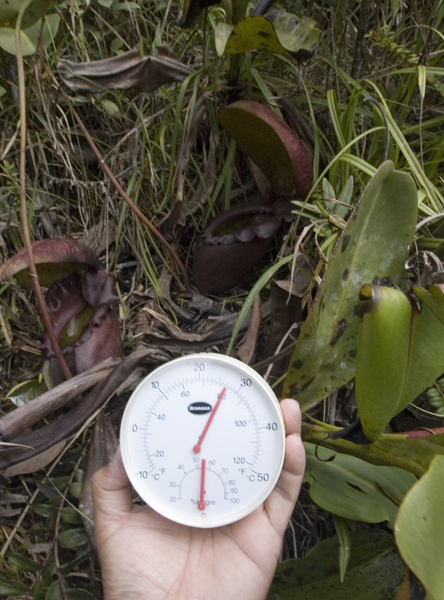
Teplota a vlhkost vzduchu v blízkosti rostliny láčkovky rádža zhruba ve 2 000 m n. m. v 10 h ráno

Jako podklad preferují mechové porosty v otevřených oblastech. Mnohdy v areálu jejího výskytu prosakuje podzemní voda a půda je zde trvale vlhká. I přes časté vydatné srážky přebytečná voda odtéká rychle, což zabraňuje přílišnému podmáčení půdy. Na hoře Tambuyukon, kde je nejvíce rozšířená, roste společně s porosty ostřic (Carex), brusnic (Vaccinium) a vějířovek (Scaevola).

### Klima
Láčkovka rádža je vysokohorskou rostlinou, která roste ve výškách 1 500–2 650 m n. m. V noci teplota na horní hranici jejího rozšíření klesá až pod bod mrazu, ve dne zřídkakdy přesahuje 25 °C. Kvůli poklesu z vysokých teplot ve dne do nízkých teplot v noci se zvyšuje relativní vlhkost vzduchu, která z běžných 35 až 75 % může dosáhnout až na 95 %. Pro oblast jsou dále typické silné větry, vydatné deště (průměrně zde spadne 3 000 mm srážek ročně) a spalující sluneční svit. Vegetace je proto v těchto výškách nízká a její přírůstek pomalý. Teplotu a relativní vlhkost ve vysoko položených oblastech ovlivňuje oblačnost: bez mraků teplota vzduchu rychle stoupá a naopak vlhkost se snižuje. Když je zataženo, teplota se sníží, zatímco relativní vlhkost se zvýší.

### Omyl svodopády
Jedna z mylných představ tvrdí, že láčkovka rádža roste pouze v ultramafických půdách v blízkosti vodopádů. Toto tvrzení však není pravdivé. Láčkovka sice v blízkosti vodopádů skutečně může růst (například Hugo Steiner roku 2002 poznamenal, že pro ni poskytují příjemné mikroklima), avšak nepředstavují jediné místo jejího výskytu.

## Popis

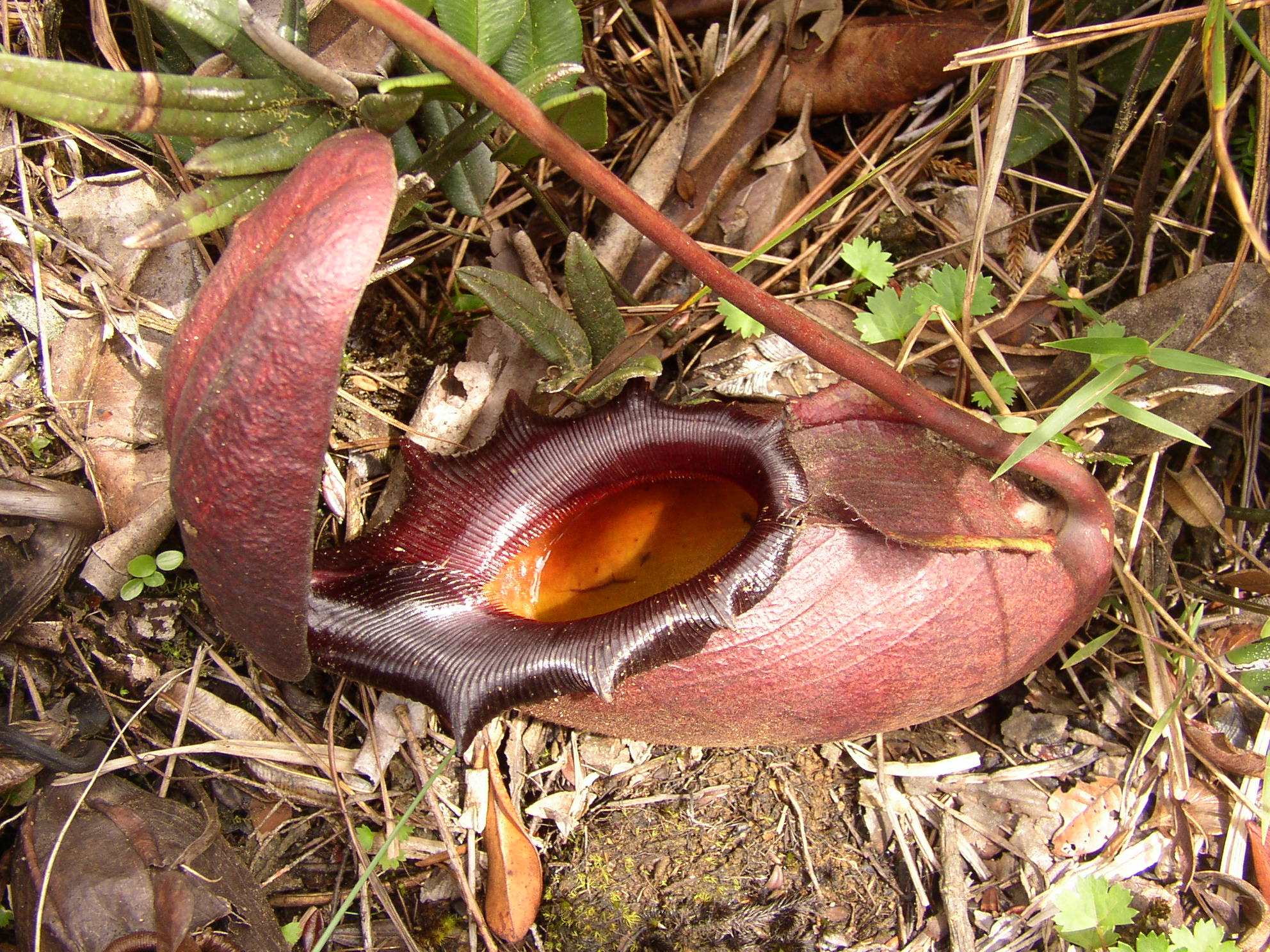
Typická spodní láčka N. rajah

Láčkovka rádža je trvalka, která roste především na zemi jako poléhavá rostlina. Její lodyha, která se drží hlavně ve stínu, může měřit až 3 cm v průměru (nejčastěji okolo 2,5 cm) a až 6 metrů na délku, přestože obyčejně nepřesahuje 3 metry. Rostou na ní listy v odstupu 20 cm. Všechny láčkovky patří mezi popínavky či epifyty a i láčkovka rádža vytváří šlahouny s jejichž pomocí se snaží šplhat nahoru, kdykoliv se jim podaří obtočit se kolem vhodné opory. Zatímco dospělci láčkovky rádža mají lysý povrch, mladé láčkovky jsou porostlé bílým chmýřím.

### Listy a láčky
Listy láčkovky rádža vytvářejí štítkovité čepele rostoucí na patnácticentimetrovém řapíku. Jsou obvejčitě kopinaté. Listy jsou kožovité, mohou měřit až 80 cm a široké jsou asi 15 cm. Jejich vnější okraj je zvlněný. Z každého listu roste asi půlmetrový výhonek, který má na konci pupen, z něhož se může vyvinout láčka na chytání potravy. Láčka je tedy přeměněný list a nikoli květ. Tento výhonek vyrůstá ze spodní strany listu asi 2,5 cm od jeho konce, čímž se liší od ostatních láčkovek, kterým vyrůstá přímo ze špičky.

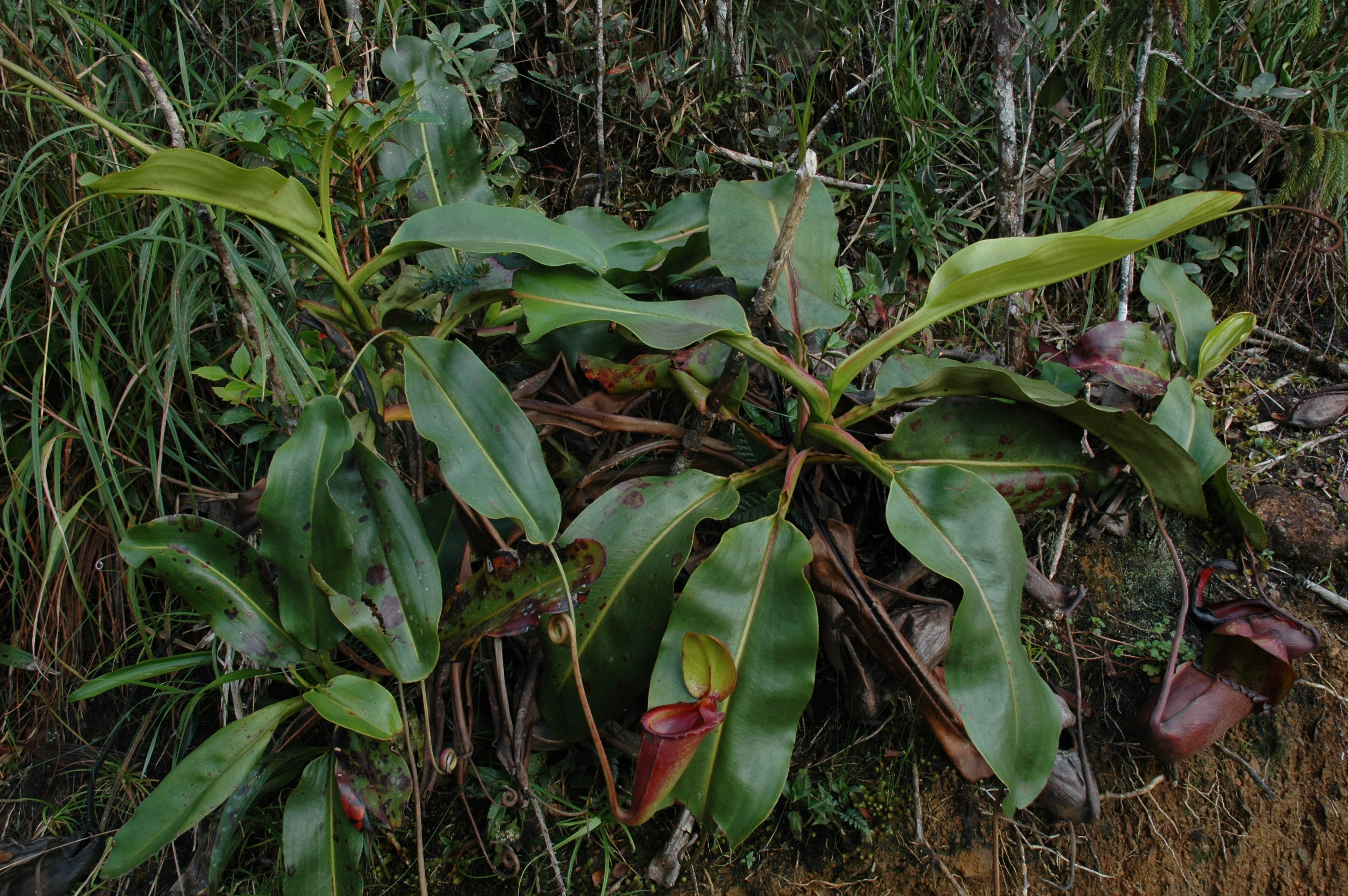
Listy a láčka Nepenthes rajah

Láčka, obsahující trávicí tekutinu, má oválný baňkovitý tvar. Je na ni napojeno víčko, na němž jsou umístěny žlázy produkující nektar. Víčko láčkovky rádža je největší z celého rodu, je vejčité až podlouhlé, rozdělené na poloviny, ostruha je nerozvětvená a měří zhruba 2 cm. Láčka je lemována širokým rudě zbarveným obústím o šířce 4 cm, které má vroubkovaný okraj. Protíná jej řada vyvýšených výstupků (takzvaná žebra) zakončená ostrými výrůstky, jež lemují celý jeho vnější okraj. Láčka má navíc dvě zřetelná křídla, sloužící pravděpodobně k navádění hmyzu do rostliny. Láčky jsou u tohoto druhu zbarveny do červena až nachova, vnitřek láček má žlutozelenou barvu a je pokryt žlázkami o hustotě 300 až 800 žlázek/cm2, přičemž jejich velikost se sestupně zvětšuje.

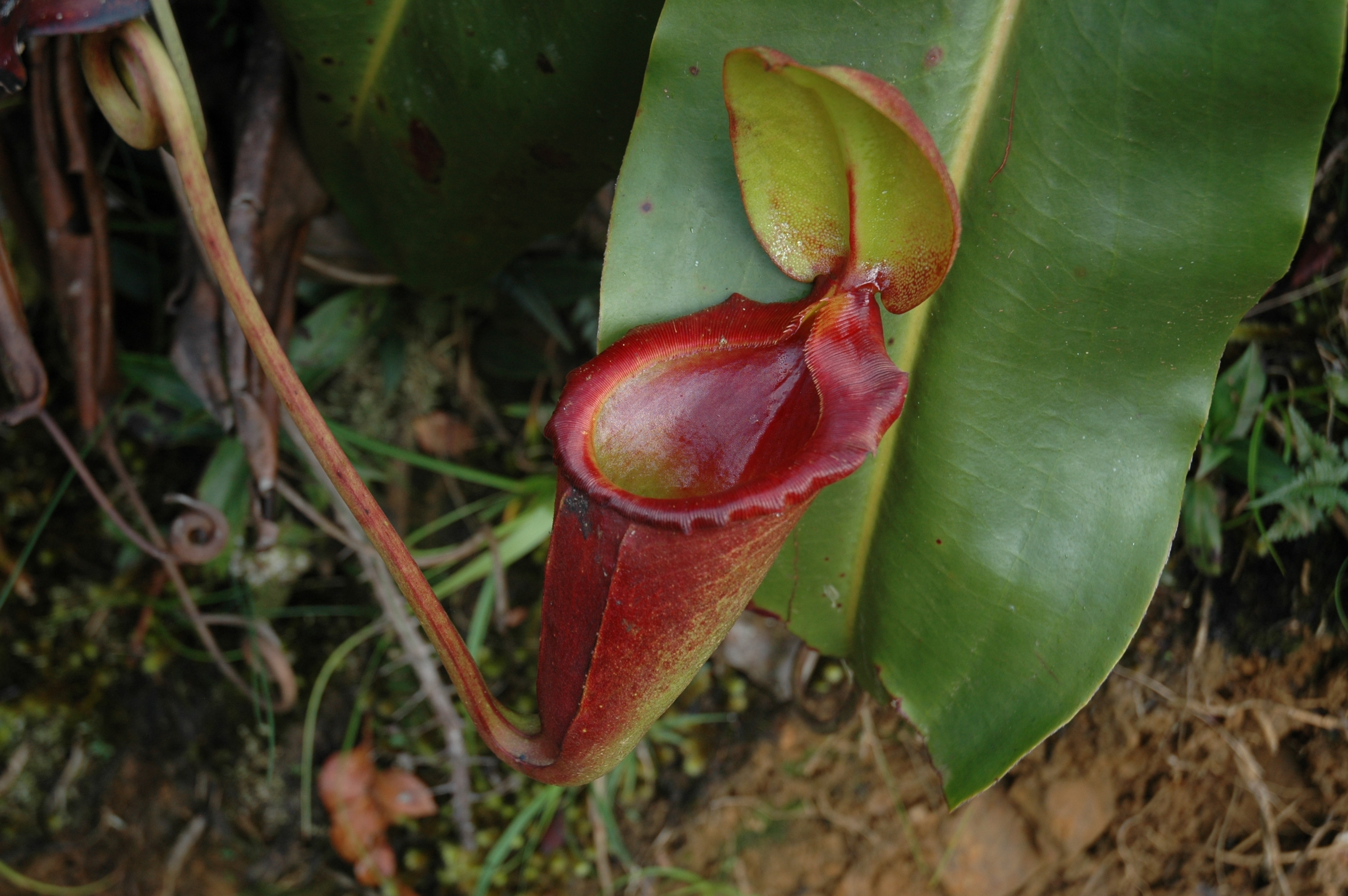
Horní láčka

Láčkovka rádža vytváří dva typy láček: spodní a horní. Nejčastěji lze najít láčky rostoucí na zemi, které patří mezi největší na světě a které měří okolo 35 cm na délku a 18 cm na šířku. Větší mohou být pouze některé láčky u láčkovky Merrillovy, láčkovky osekané, láčkovky Rafflesovy a láčkovky Attenboroughovy. Největší láčky láčkovky rádža mohou zadržovat až 2,5 l trávicí tekutiny, avšak běžně jí obsahují jen okolo 200 ml. Spencer St. John společně s H. Lowem objevili na hoře Kinabalu exempláře, které obsahovaly až dva litry vody, avšak kromě nich nalezli i větší láčky, jejichž objem neměřili. Láčkovky rádža zmiňované O. Beccarim měly údajně objem láček ještě o 1,5 l větší než láčkovky Lowa a Johna. Vůbec největší láčka této láčkovky byla objevena 26. března roku 2011 během výletu k řece Mesilau, který pořádala Sabah Society. Láčka byla nalezena vedle naučné stezky a měřila 41 cm. Předešlý rekord činil 38 cm. Kvůli svým spodním láčkám je tento druh na Borneu nezaměnitelný s dalšími druhy.
Kromě spodních láček mohou plně vyvinuté rostliny také vytvářet láčky horní. Vyskytují se zřídka. Vzhledem se od spodních příliš neliší, ale tvar horních láček se více podobá nálevce. Horní láčky jsou rovněž kratší. Nemají křídla jako spodní.

### Květy a plody

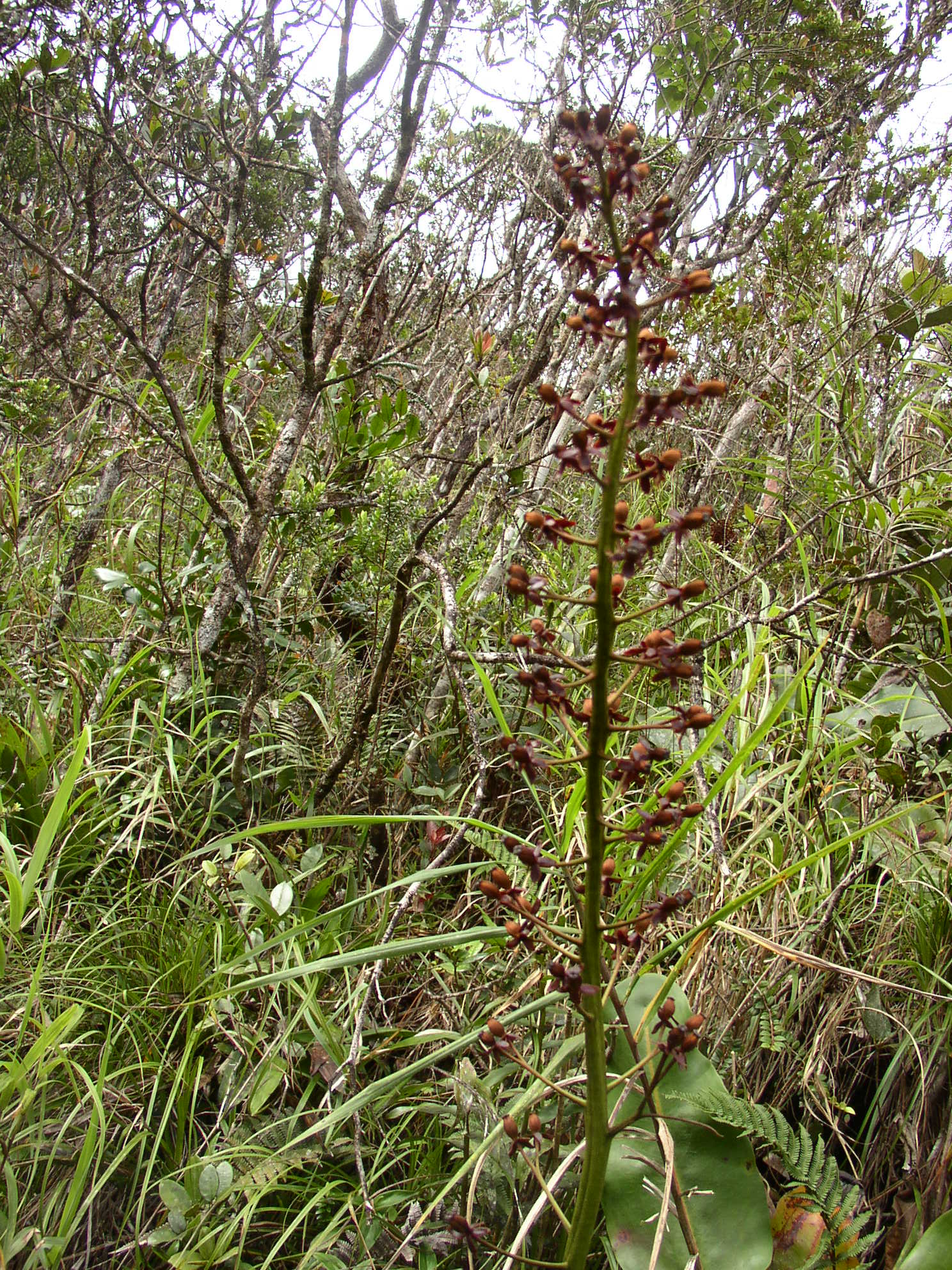
Kvetoucí láčkovka rádža

Láčkovka rádža může kvést po celý rok. Je dvoudomá podobně jako všechny ostatní láčkovky, jednotlivé rostliny vytvářejí buď pouze samčí, nebo pouze samičí květy. Květy jsou malé, o velikosti 10 až 20 mm, okvětní lístky oválného až obvejčitého tvaru měří 8 mm. Tyčinky jsou dlouhé 3–4 mm, prašníky 1–1,5 mm. Květy rostou v rozměrných hroznovitých květenstvích, která měří obvykle 60 až 85 cm, ale mohou dosahovat velikosti i 140 cm. Běžně je samčí květenství dlouhé 20 až 40 cm, samičí 30 až 80 cm. Mohou obsahovat až 700 květů. Na jedné květní stopce bez listenů rostou celkem 3 květy. Jsou hnědožluté a voní pronikavou sladkou vůní. Protože se o opylení stará hmyz, nejčastěji dvoukřídlí (naopak motýli ne), květenství výrazně vyčnívají nad okolní vegetaci, daleko od láček. Aby byla zvýšena šance opylení, samičí květy jsou otevřeny i několik týdnů, samčí květy se postupně otevírají až v tříměsíčním období.
V roce 1999 bylo nasbíráno celkem 300 pylových zrnek láčkovky rádža, ze kterých byla vypočítána průměrná velikost zrnka 34,7 µm. Plodem je tobolka, která se po svém vzniku velmi výrazně zvětšuje. Druh se rozmnožuje generativně pomocí semen o délce asi 1,8 cm a šířce 0,8 cm. Semena jsou natolik lehká, že je vítr může roznášet na krátké vzdálenosti. Dospělosti láčkovka rádža dosahuje ve věku asi 10 let.

## Hybridy
Láčkovka rádža hybridizuje se všemi láčkovkami na Kinabalu. Některé hybridy byly vypěstovány lidmi. Všemi hybridy jsou:
- Nepenthes × alisaputrana Adam & Wilcock (1992) (= Nepenthes burbidgeae × rajah);
- Nepenthes edwardsiana × rajah;
- Nepenthes fusca × rajah;
- Nepenthes × kinabaluensis Š. Kurata (1976) (= Nepenthes villosa × rajah);
- Nepenthes lowii × rajah[50];
- Nepenthes macrovulgaris × rajah;
- Nepenthes stenophylla × rajah;
- Nepenthes tentaculata × rajah.[18]

Řada z nich roste v Národním parku Kinabalu, včetně vzácného hybridu N. stenophylla × N. rajah, který se listy podobá Nepenthes stenophylla, ale víko a křídla jsou typické pro láčkovku rádža. Okolo víčka rostou štětiny, což je typickým znakem tohoto hybridu.
Dva hybridy láčkovky rádža byly oficiálně popsány a jsou i chráněny i Mezinárodním svazem ochrany přírody nebo úmluvou CITES: Nepenthes × alisaputrana a Nepenthes × kinabaluensis. Tyto dva hybridy jsou navíc často plodné. Clive A. Stace uvedl, že pokud se stabilizované hybridy stanou nezávislými, snadno rozpoznatelnými a schopnými rozmnožování, mohou již být považovány za samostatný druh. Hybridního původu jsou například láčkovky Nepenthes hurrelliana a Nepenthes murudensis a i o těchto křížencích se mluvilo jako o samostatných druzích.

### Nepenthes × alisaputrana

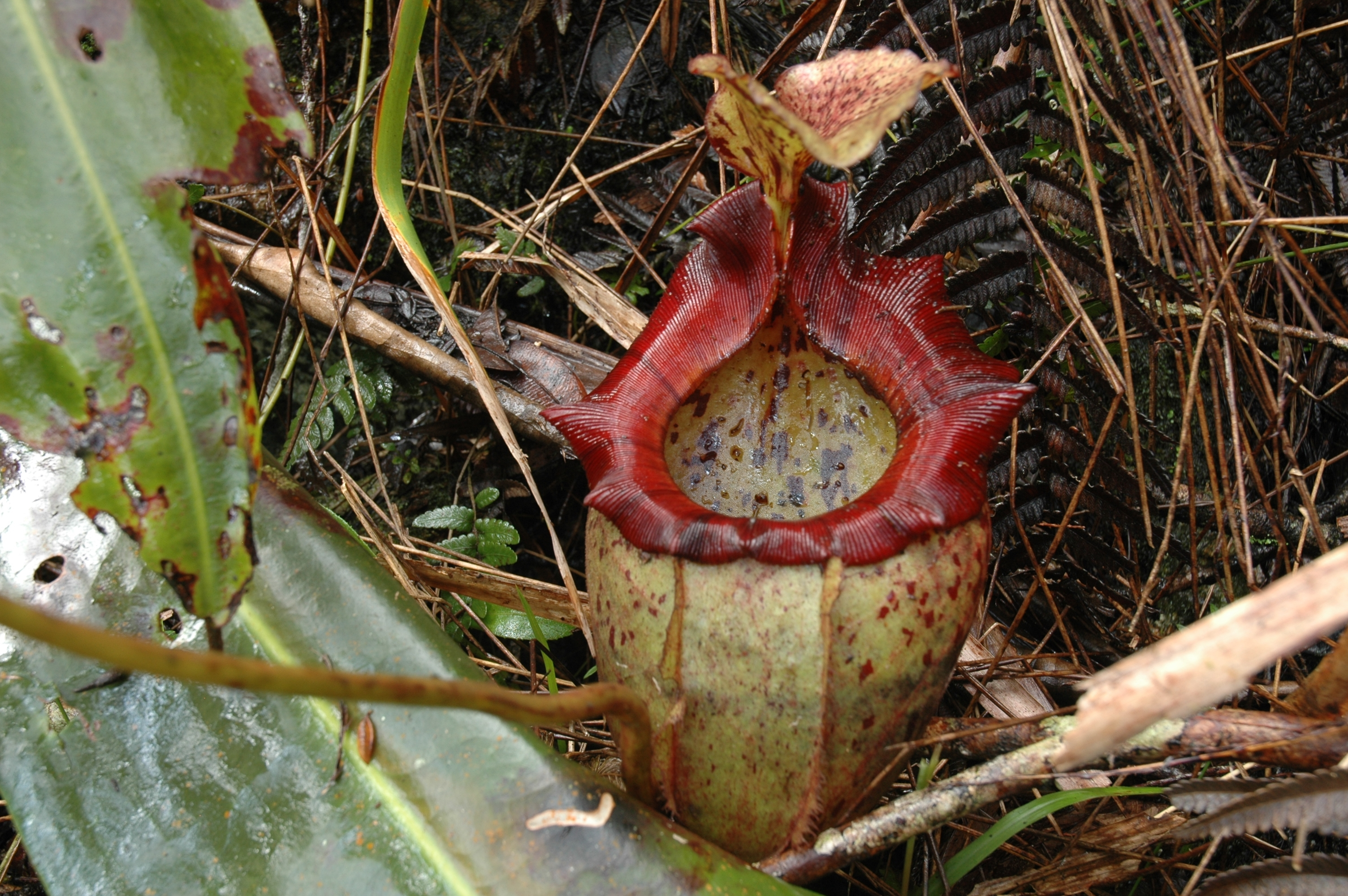
Nepenthes × alisaputrana

Nepenthes × alisaputrana je hybrid láčkovky rádža a láčkovky Burbidgeovy (N. burbidgeae). Pojmenován byl po řediteli organizace dohlížející na správu Národního parku Sabah, Datukovi Lamrim Alim. Roste pouze na hoře Kinabalu v oblastech s chudou vegetací (někdy s láčkovkami Nepenthes burbidgeae) ve výšce 2000 m n. m. na serpentinitových půdách. Rostlina zdědila řadu znaků po svých rodičovských druzích. Podobně jako láčkovka rádža má tento hybrid velkou láčku, která může měřit 35 cm na délku a 20 cm na šířku, přičemž je opatřen největšími džbány ze všech hybridů láčkovky rádža. Na rozdíl od láčkovky Burbidgeovy má širší obústí zbarvené červeně s fialovými pruhy a větší víčko. Od láčkovky rádža se liší jiným tvarem víčka, drobnými hnědými chloupky na povrchu a také barvou láčky, která je žlutozelená s červenými nebo hnědými skvrnami, kvůli kterým si vysloužil tento hybrid název „leopardí láčkovka”.
Od láčkovky rádža lze tento hybrid někdy obtížně odlišit. K této záměně došlo například v knize Insect Eating Plants & How To Grow Them (Slack, 1986).

### Nepenthes × kinabaluensis

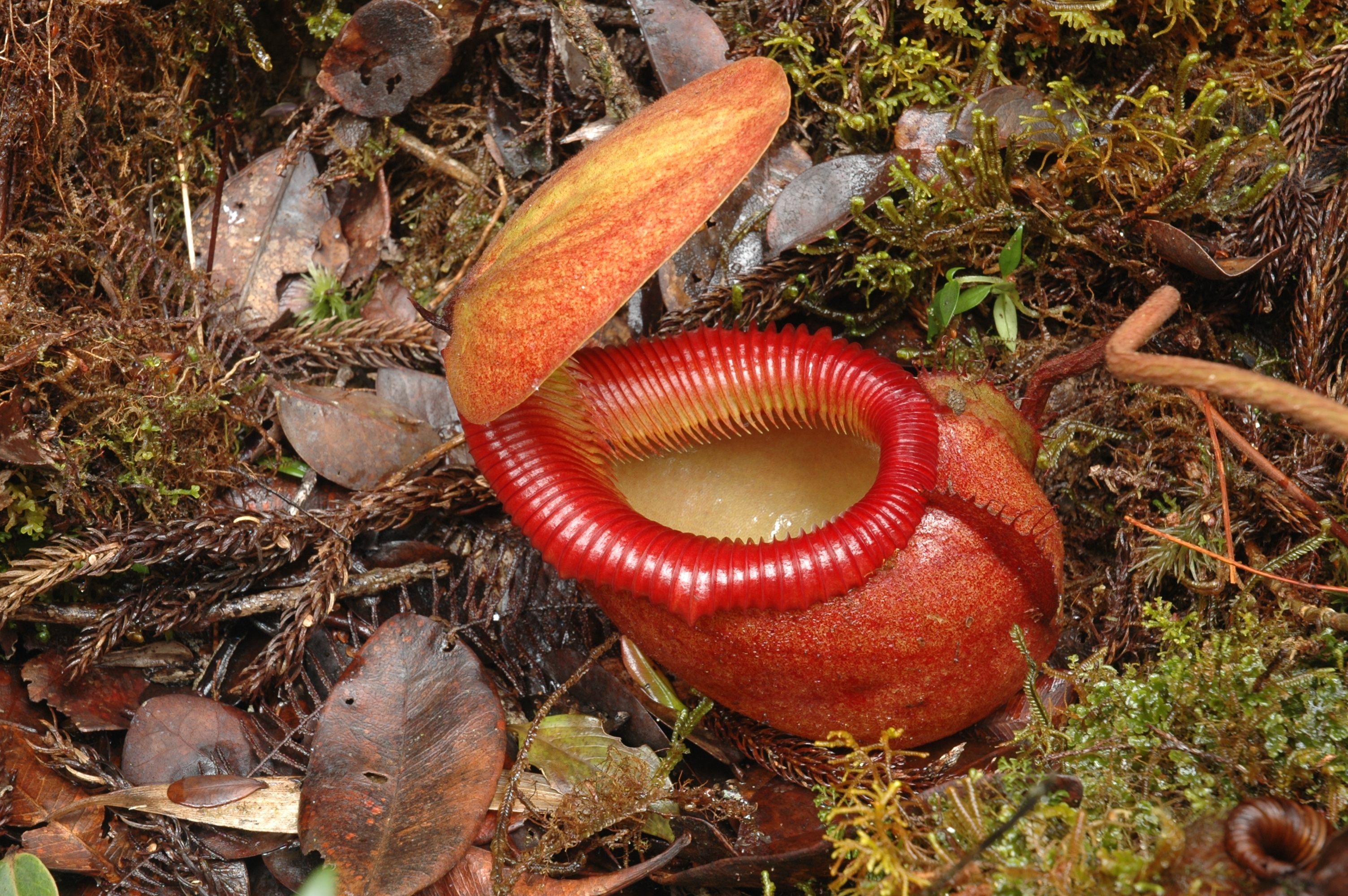
Nepenthes × kinabaluensis

Nepenthes × kinabaluensis je hybridem nejvýraznějších láčkovek na Borneu: láčkovky rádža a láčkovky srstnaté (N. villosa). Roste pouze na Kinabalu (odtud jeho odborný název) a také v blízkosti hory Tambuyukon, kde se oba dva mateřské druhy vyskytují. Na Kinabalu roste převážně na mýtinách ve výškách od 2420 do 3030 m n. m. s porosty druhů Dacrydium gibbsiae a Leptospermum recurvum.
Hybrid má větší láčky než láčkovka srstnatá. Výhonek vyrůstá ze štítovité čepele listu asi 2 cm od jejího okraje (znak láčkovky rádža), u starších rostlin může být až dřevnatý. Od láčkovky rádža se hybrid liší přítomností vyvýšených žeber, která ohraničují vnitřní okraj obústí a končí podlouhlými zuby. Láčky jsou žluté až šarlatové, spodní mají křídla, horní je většinou postrádají. Víčko je téměř ploché. Láčky pokrývají chloupky. Tento hybrid tvoří horní láčky častěji než rodičovské druhy. Lze jej snadno odlišit od všech ostatních láčkovek na Borneu, k záměně s druhem láčkovka rádža však došlo v publikaci Letts Guide to Carnivorous Plants of the World z roku 1992.
Nepenthes × kinabaluensis byla poprvé nalezena v roce 1910 Lilianem Gibbsem. Macfarlane rostlinu o čtyři roky později uvedl jako nový druh, avšak poznamenal, že na základě podobného popisu se patrně jedná o křížence láčkovky srstnaté a láčkovky rádža. Jméno N. × kinabaluensis poprvé zmínil Šigeo Kurata v roce 1976 ve své knize Nepenthes of Mount Kinabalu, ovšem nepřipojil k němu popis rostliny. O osm let později, v roce 1984, už název zveřejnil platně.

## Interakce se zvířaty

### Predace

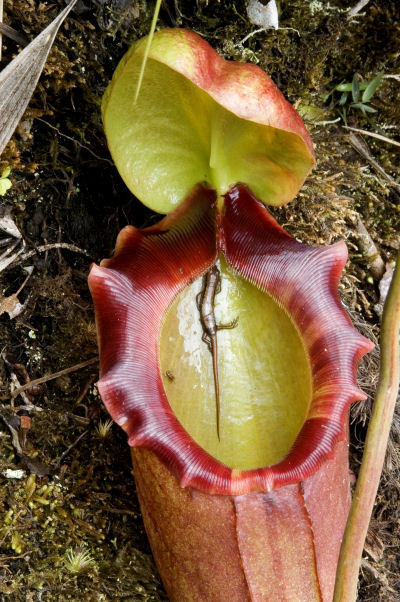
Utopený ještěr v láčkovce rádža

Láčkovky včetně láčkovky rádža jsou masožravé rostliny, které si v půdě chybějící fosfor a dusík doplňují tím, že loví. Láčkovka rádža láká kořist pestrým zbarvením láček a také intenzivní vůní. Jakmile kořist dosedne na okraj láček pokrytých nektarovými žlázkami, sklouzne po hladkém povrchu do trávicí tekutiny v láčce, kde se utopí, neboť voskovitý povrch uvnitř láčky a výrůstky na obústí brání tomu, aby se kořist mohla z láčky zachránit. Pohyb topící se kořisti navíc u tohoto druhu začíná aktivovat trávení a kořist se nakonec rozloží pomocí trávicích enzymů. Nejčastější kořistí tohoto druhu jsou mravencovití, které rostlina lapá do horních i spodních láček. Existují také záznamy o tom, že láčkovka rádža polapila obratlovce, jako jsou žáby, malí ještěři a krysy, avšak tato pozorování jsou neobvyklá a jedná se o nemocná zvířata, nebo zvířata, která hledají v láčkách vodu či útočiště převážně v období sucha.
První pozorování utopených krys pochází z roku 1862 od St. Johna a H. Lowa. Jeho správnost byla ověřena v roce 1988, kdy Anthea Phillipps a Anthony Lamb také pozorovali v láčkách utopené krysy. V roce 2011 byla uvnitř láčky nalezena utopená tana horská (Tupaia montana).
Mimo láčkovky rádža někdy menší obratlovce uloví také láčkovka Rafflesova (N. rafflesiana) či filipínská N. truncata.

### Mutualismus

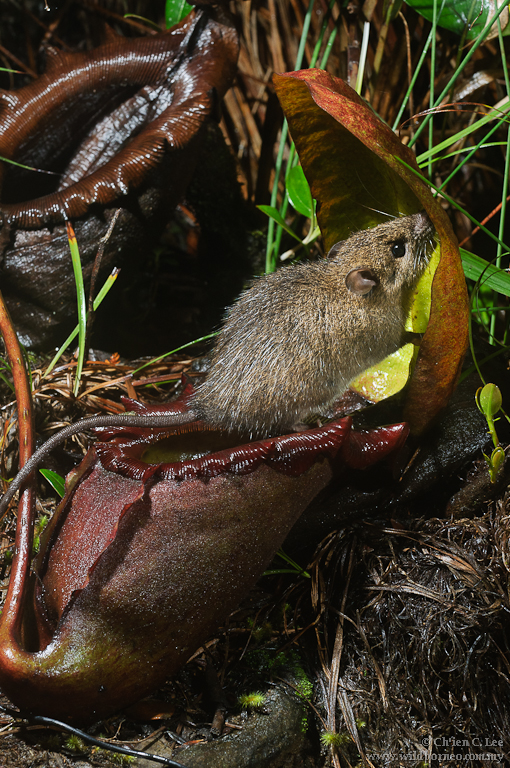
Krysa Rattus baluensis, krmící se nektarem z láčkovky rádža

Kromě lovu drobných živočichů získává láčkovka rádža živiny díky výhodnému mutualistickému vztahu s drobnými savci, především s tanou horskou (Tupaia montana). Rostlina láká tanu na sladký nektar na spodní straně víčka (víčko má zespodu zelenou a modrou barvu, na jejichž odpovídající vlnové délky jsou tany obzvláště citlivé). Tany během krmení do rostliny kálí a z jejich výkalů získává láčkovka živiny, hlavně dusík. Vzhledem k tomu, že tamy mají krátká střeva a potrava trávicím ústrojím prochází rychle, je jejich trus obzvláště výživný.
Dosud byly popsány jen tři druhy láčkovek využívajících vzájemné výměny živin se savci, všechny se nacházejí na Borneu. Kromě láčkovky rádža navštěvuje tana horská za stejným účelem ještě také láčkovku Lowovu a N. macrophylla. Láčkovka rádža je však jediný známý druh, který je navštěvovaný hned dvěma savci a který od nich může získávat živiny ve dne i v noci. V roce 2011 byl totiž uveden další mutualistický vztah láčkovky rádža, a sice s krysou Rattus baluensis. Zatímco tana horská láčky navštěvuje pouze během dne (z 238 návštěv, které byly zaznamenány ve studii z roku 2011, nebyla ani jedna v noci), R. baluensis tak činí častěji v noci (z 27 návštěv jich bylo 21 v noci a 6 ve dne). Jedna návštěva láčkovky u tany horské trvá průměrně 20 sekund, u Rattus baluensis 35 sekund. Rovněž trus obou zvířat je odlišný, tany horské jej mají měkký, tmavě zbarvený a silně páchnoucí, trus u Rattus baluensis je spíše světlejší, tvrdší a páchne málo. Fakt, že krysa směřuje část svých návštěv do nočních hodin, zmenšuje riziko přímého konfliktu s konkurenční tanou a zároveň umožňuje úplnější využití nektaru, neboť láčkovka rádža ho produkuje po celých 24 hodin denně. Možnost přísunu živin z trusu ve dne i v noci ještě více zvyšuje konkurenční výhodu láčkovky rádža oproti jiným láčkovkám.
Právě mutualismus s drobnými savci byl pravděpodobně důvodem, proč se láčky láčkovky rádža vyvinuly do takové velikosti. Vzdálenost ústí láčky od nektarové žlázky na víčku odpovídá velikosti tany horské a víčko navíc svírá s láčkou výhodný úhel 90°.

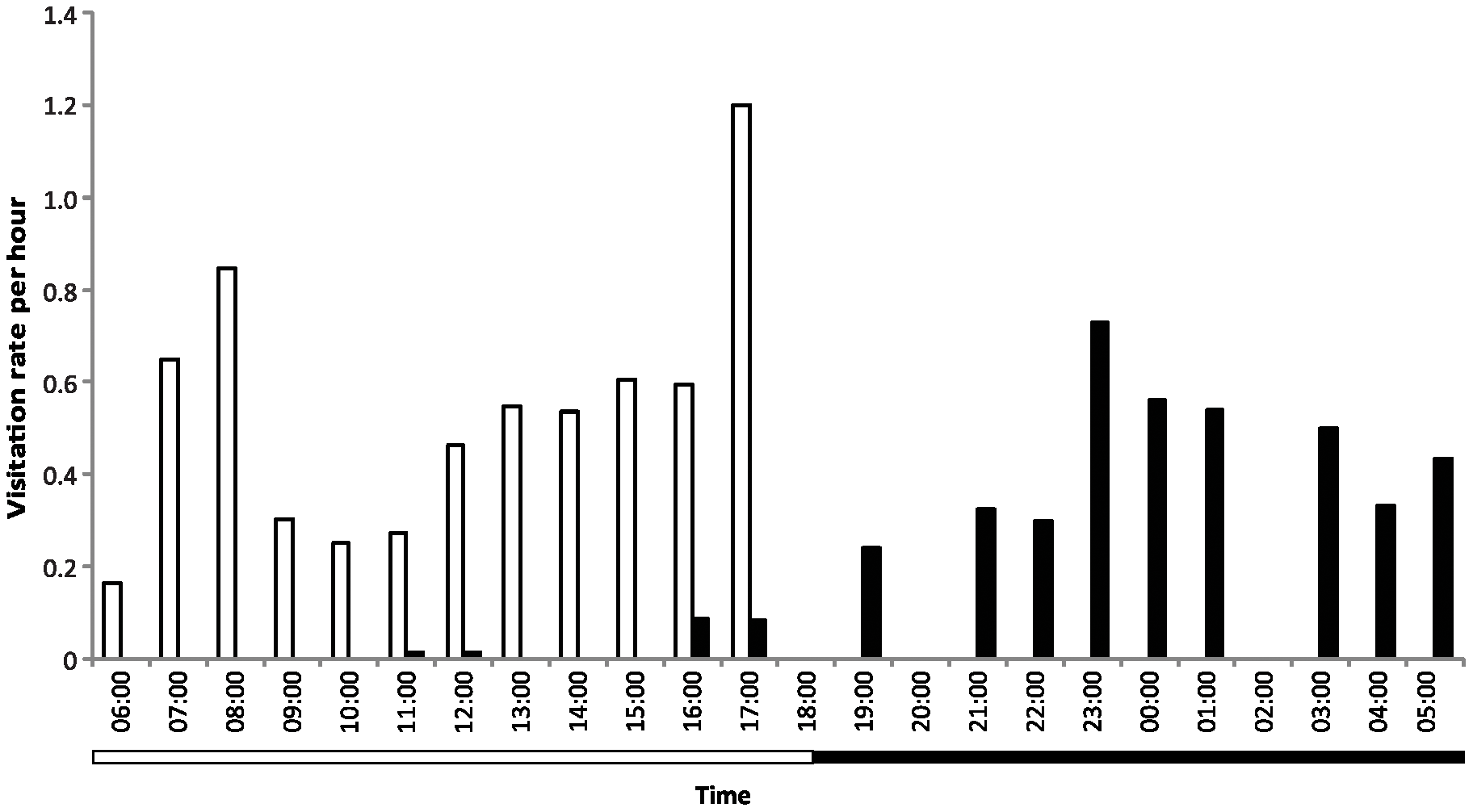
Bílé sloupce znázorňují návštěvy tany horské, černé Rattus baluensis. Lišta pod obrázkem znázorňuje denní dobu.
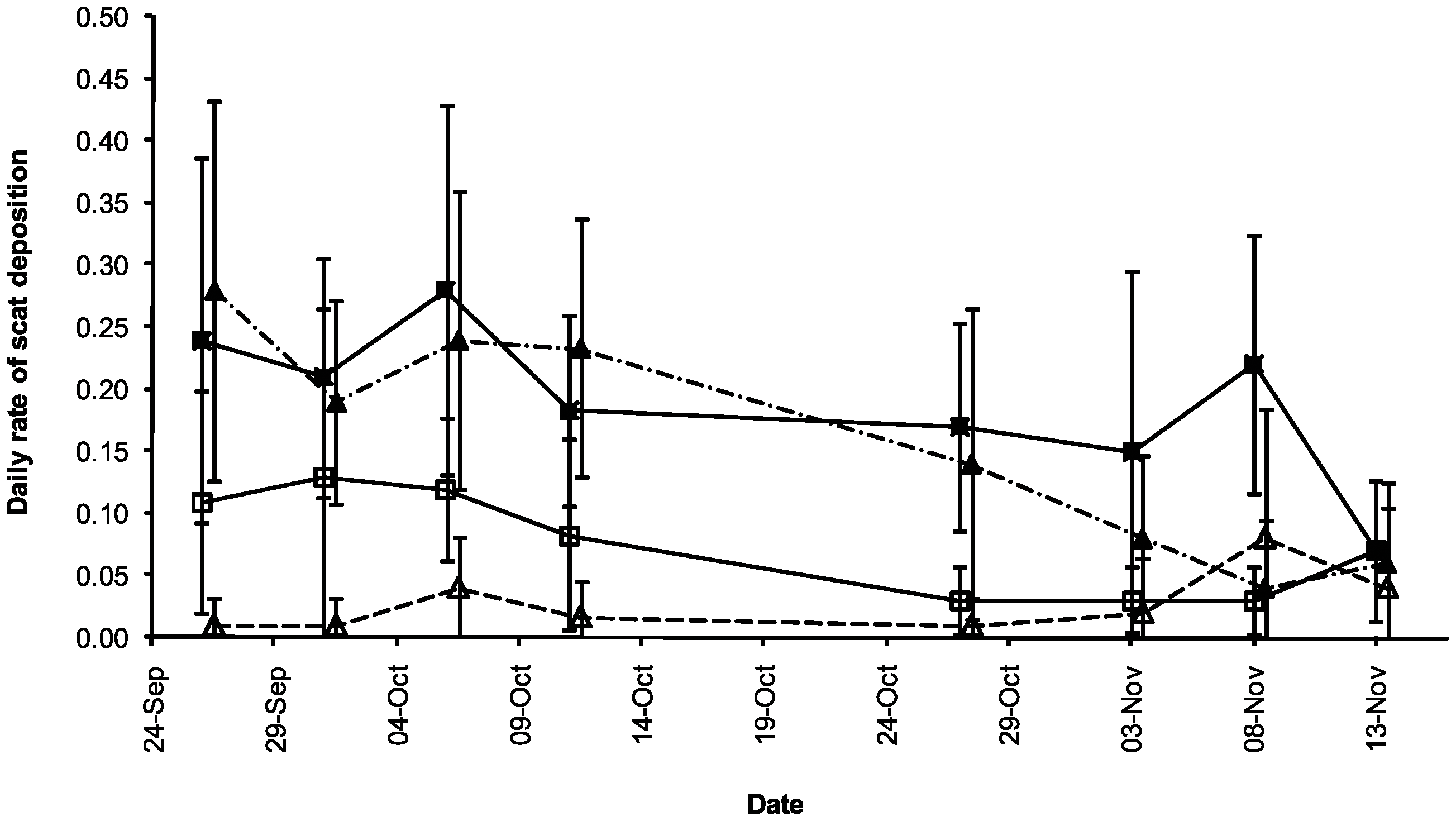
Černé čtverečky znázorňují průměrný počet trusu tan horských v láčkách, bílé čtverečky průměrný počet nacházející se mimo láčky. U R. baluensis je stejný údaj znázorněn trojúhelníky.

### Další interakce

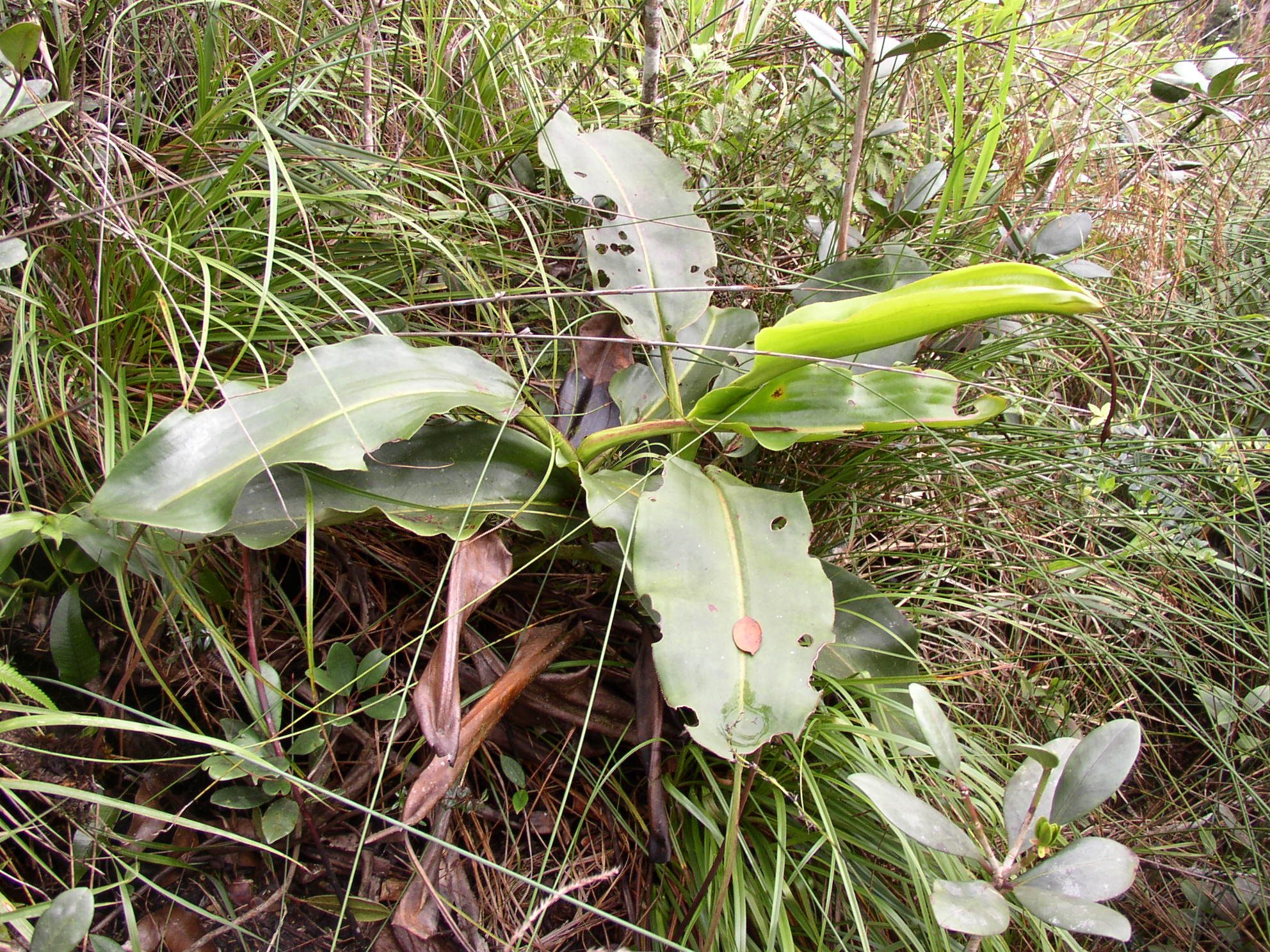
Škody na listech způsobené hmyzem

Uvnitř láčkovek může žít řada různých drobných živočichů označovaných anglickými termíny nepenthebionts a Nepenthes infauna, přičemž tito tvorové mají často navzájem i odlišný způsob života a liší se i jejich skladba potravy. Uvnitř láčkovek žijí dravým životem různé larvy, například komáří, lovící ostatní larvy, dále pak larvy much, krab Geosesarma malayanum či různé druhy pavouků, například běžníci z rodu Misumenops. Ti si vytvářejí své pavučiny nad trávicí tekutinou, přičemž do nich lapají hmyz dříve, než spadne do tekutiny. Pro pavouky samotné je neškodná.
Pro láčkovku rádža jsou pak obzvláště typické dva druhy komárů pojmenované po láčkovce: Culex rajah a Toxorhynchites rajah, které popsal Masuhisa Cukamoto v roce 1989 na základě exemplářů nasbíraných na hoře Kinabalu o tři roky dříve. Larvy těchto dvou druhů žijí obyčejně v blízkosti komářích larev druhů Culex jenseni a Uranotaenia moultoni a komárů rodu Tripteroides. O druhu Culex rajah, jeho výskytu, chování či možnosti přenosu nemocí nebyly zjištěny žádné informace, to samé platí i pro druhý taxon T. rajah; o němž bylo zjištěno, že nesaje krev. V minulosti (1931) byl považován za člena infauny i komár Culex shebbearei, popsaný F. W. Edwardsem na základě sbírek H. M. Pendleburyho z roku 1929, avšak dle nových výzkumů se pravděpodobně jedná o komára Culex rajah.
Vztahy mezi láčkovkami a infaunou nejsou zcela pochopeny. Neexistují pozorování, zdali drobní bezobratlí pouze láčkovkám odebírají potravu, nebo se jedná o mutualistický vztah. Charles Clarke poznamenal, že infauně je poskytováno útočiště a dostatek potravy a na oplátku infauna pomáhá rostlině lépe štěpit kořist a urychluje její trávení a ničí bakterie uvnitř láčky.
Mezi nepřátele láčkovky rádža patří část hmyzu, který jí vyžírá listy. Láčky někdy odtrhávají opice a nártouni.

## Ohrožení
Láčkovky byly sbírány ve volné přírodě již celá staletí, od začátku 70. let 20. století se jejich export ještě zvýšil. Rovněž láčkovka rádža je ohrožena sběrem. Mezinárodní svaz ochrany přírody ji řadí mezi ohrožené druhy a je zapsána v příloze I Úmluvy o mezinárodním obchodu s ohroženými druhy volně žijících živočichů a rostlin, tedy je s ní zakázán veškerý obchod. Přesto však probíhá ilegálně, a to i v Národním parku Kinabalu, což vedlo k decimaci řady populací. Oblíbené je pěstování například ve Spojených státech amerických, v Japonsku a také v Austrálii. Při pašování dochází k úmyslnému odlamování láček a vrcholů listů, což zhoršuje jejich rozpoznání. Z Austrálie pochází případ, kdy celníci zabavili dvě zásilky patrně láčkovky rádža, z nichž jedna obsahovala sazenice a druhá takto upravené rostliny – zabavený materiál však nemohl být použit pro soudní řízení, neboť ze zákona nešlo o spolehlivou identifikaci.
In vitro, vytváření rostlin pomocí umělé tkáňové kultury, je technologie používaná v Evropě a Spojených státech amerických, která umožňuje vytvářet velké množství láčkovek za nízké ceny. Z buněčných kultur získaných ze semen se vytvářejí celé rostliny. Takto kultivované láčkovky rádža mají navíc láčky jiné velikosti než ve volné přírodě a jsou různorodější. Tato možnost snižuje ilegální sběr láčkovek rádža v Sabahu a také poptávku po živých rostlinách.
Rostliny se mimoto vyskytují na málo přístupném místě, což opět snižuje riziko ohrožení. Rob Cantley, ochránce přírody a popularizátor láčkovek se domnívá, že komerční sběr láčkovek rádža v přírodě je zanedbatelný, a to jednak proto, že tento druh se běžně kultivuje, neboť klony z tkáňové kultury jsou levné, a jednak proto, že přístup na jejich stanoviště je velmi obtížný. To platí zejména pro lokalitu v Národním parku Kinabalu, kam je veřejnosti vstup zakázán. K poklesu populace dospělých jedinců však došlo na méně hlídané lokalitě na hoře Tambuyukon, ten však byl způsoben spíše poškozením stanoviště a poničením rostlin neopatrnými návštěvníky, než organizovaným sběrem.

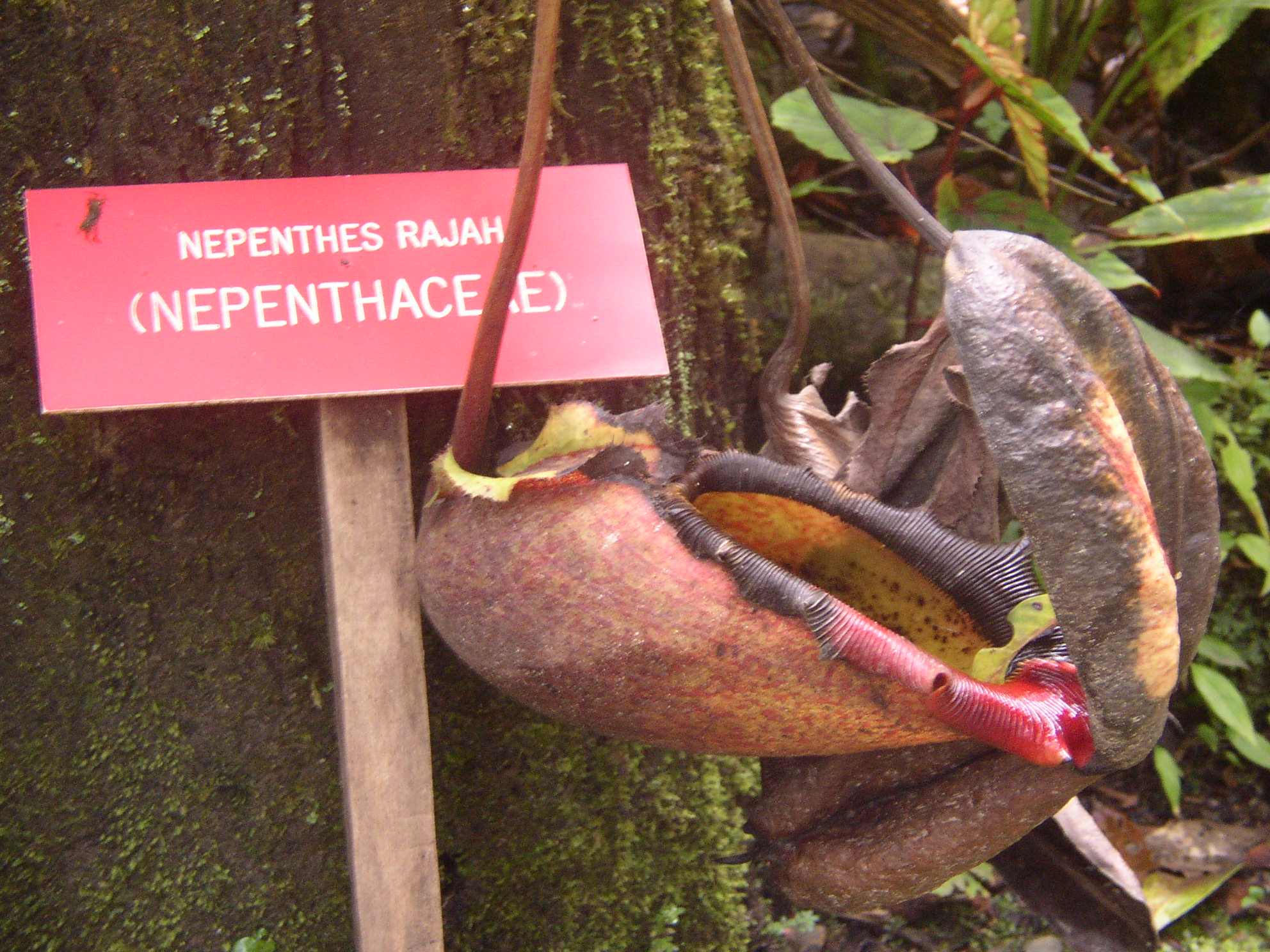
Vstup do Nepenthes Garden s láčkovkou rádža

Láčkovka rádža však čelí i jiným nebezpečím. Mezi lety 1997 a 1998 nastalo kvůli jevu El Niño v jihovýchodní Asii velké sucho, které zapříčinilo zánik řady přírodních populací rostlin. V Národním parku Kinabalu v té době došlo k devíti požárům na rozloze 25 km2. Řada rostlin byla z národního parku přesídlena do oblasti Mesilau do takzvané Nepenthes Garden. Populace láčkovky rádža ale katastrofu přežily bez větších ztrát. Od té doby se však v oblasti Mesilau chrání řada ohrožených rostlin, včetně láčkovky rádža. V dané oblasti se u obce Kundasang nachází areál Mesilau Nature Resort, kde lze láčkovku rádža vidět v jejím přirozeném prostředí. Na strmém svahu zde roste několik desítek rostlin, jejichž láčky mohou dosahovat velikosti až 40 cm. Prohlídky jsou pořádány právě do Nepenthes Garden po naučné stezce Nepenthes rajah Nature Trail. Jiné láčkovky rádža jsou v NP Kinabalu, kam je ale přístup turistům zakázán. Mezi další lokality, kde lze rostlinu najít, patří plošina Marai Parai, místa u řek East River a Kolopis v Mesilau či Pig Hill na Kinabalu. Výdělky z turistiky jsou často využívány jako zdroj peněz pro ochranu tohoto druhu.
Nebezpečím je také ztráta přirozeného prostředí láčkovky rádža, nicméně budoucnost druhu se zdá být relativně bezpečná pro možné přeřazení do kolonky zranitelný, případně mezi neohrožené druhy závislé na ochraně (LR/cd).

## Historie

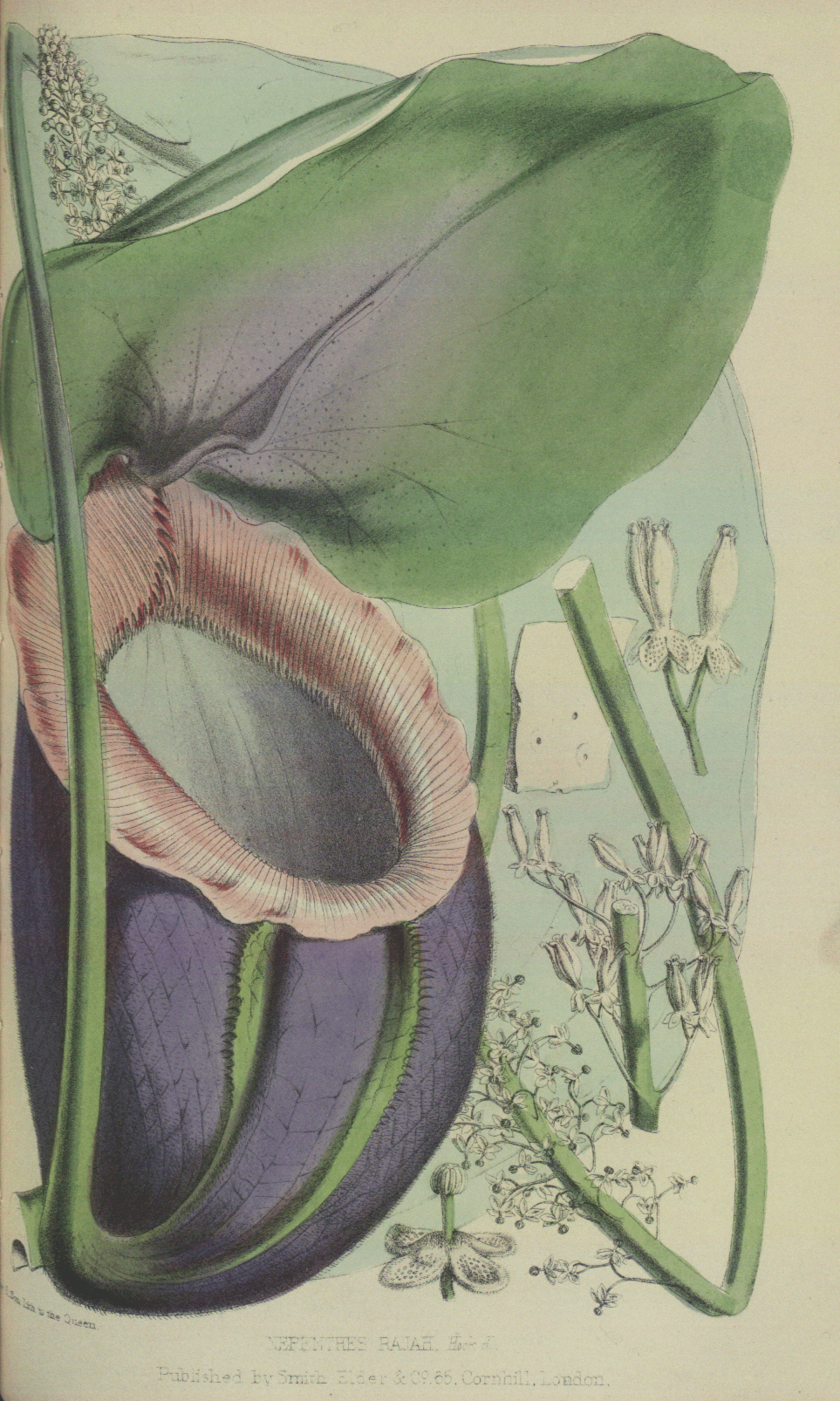
Kresba láčkovky rádža z knihy Life in the forests of the Far East

Vzhledem ke své velikosti, neobvyklé morfologii a nápadnému zbarvení byla láčkovka rádža vždy velmi populární a velmi žádanou masožravou rostlinou. Láčkovku rádža poprvé nasbíral Hugh Low na Kinabalu v roce 1858 a rostlina byla následně popsána J. D. Hookerem roku 1859 v periodiku The Transactions of the Linnean Society of London, Spenser St. John poté napsal popis láčkovky rádža v knize Life in the Forests of the Far East z roku 1862. Roku 1878 nasbíral Frederick William Burbidge láčkovku rádža během své druhé cesty na Borneo pro rostlinnou školku Veitch Nurseries. V roce 1881 ji začali pěstovat majetní viktoriánští hortikulturalisté a brzy se stala jejich vyhledávaným druhem. O rok později byla poprvé vystavena na každoroční výstavě The Royal Horticultural Society. V roce 1889 byla cena jednoho exempláře odhadována na 2,2 libry a rostliny byly pěstovány po tisících, aby uspokojily poptávku. Na přelomu 18. a 19. století však začal zájem o láčkovky rádža klesat, což zapříčinilo i zánik několika hybridů, například Nepenthes northiana × Nepenthes rajah. V roce 1905 začaly mizet i exempláře z Veitch Nurseries, protože podmínky pro pěstování se ukázaly být příliš náročné. Poslední zaznamenaný exemplář z té doby rostl v botanické zahradě v dublinském Glasnevinu, avšak brzy uschnul.

## Kultura

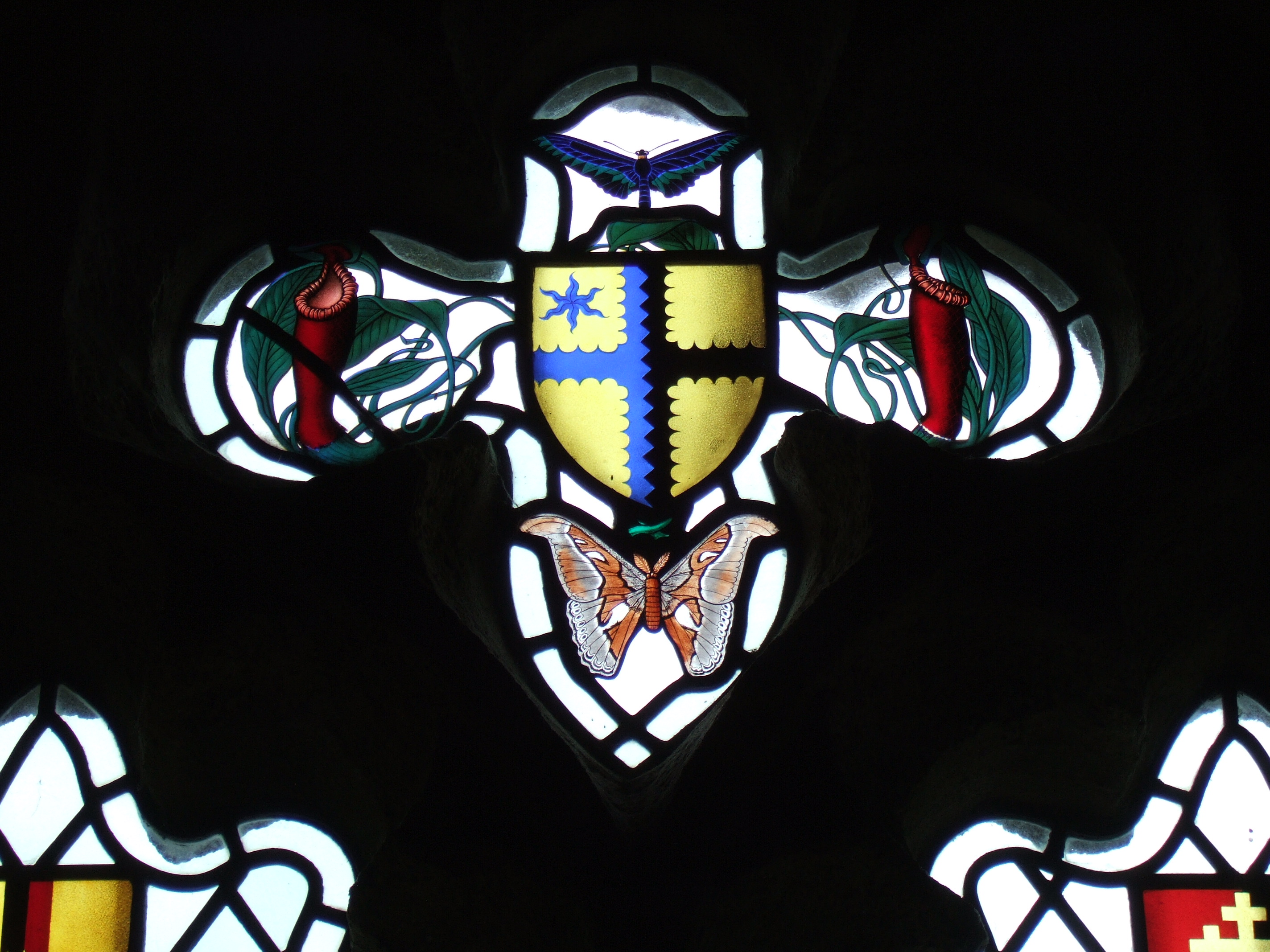
Skleněná vitráž s láčkovkami v kostele sv. Leonarda v devonském Sheepstoru jako památník obětí druhé světové války v Sarawaku. Dle zdejší církve se jedná o láčkovku rádža, ačkoli připomíná N. edwardisiana

Zájem o rostlinu láčkovka rádža opět vzrostl po roce 1976 po zveřejnění do té doby nejlepších barevných fotografií Š. Kuratou v knize Nepenthes of Mount Kinabalu, kde byla rostlina zachycena na přední straně. Také se objevila na titulní straně knihy Nepenthes of Borneo od Charlese Clarka, vydané v roce 1997. Na sérii čtyř známek, vydaných Malajsií 6. dubna 1996, které znázorňovaly tamní nejslavnější druhy láčkovek, se objevila na známce s hodnotou 50 centů. Druhá láčkovka na 50centové známce byla N. lowii, zbylé dvě vyobrazené na 30centových známkách, byly láčkovka Macfarlaneova a láčkovka krvavá.
Filmy jako Malý obchod hrůz s rostlinou Audrey II či Star Wars: Epizoda VI – Návrat Jediů, kde vystupovala masožravá bytost Sarlacc, podnítily ve veřejnosti mylné představy o masožravých rostlinách jako možných lovcích velkých obratlovců. Láčkovka rádža byla také dlouho považována za jedinou rostlinu s takovými schopnostmi, avšak teorie o lapání větších tvorů byla vyvrácena. Britský přírodovědec David Attenborough rostlinu představil v dokumentárních seriálech Království rostlin, Soukromý život rostlin a David Attenborough: 60 let v divočině.

## Pěstování

### Prostředí

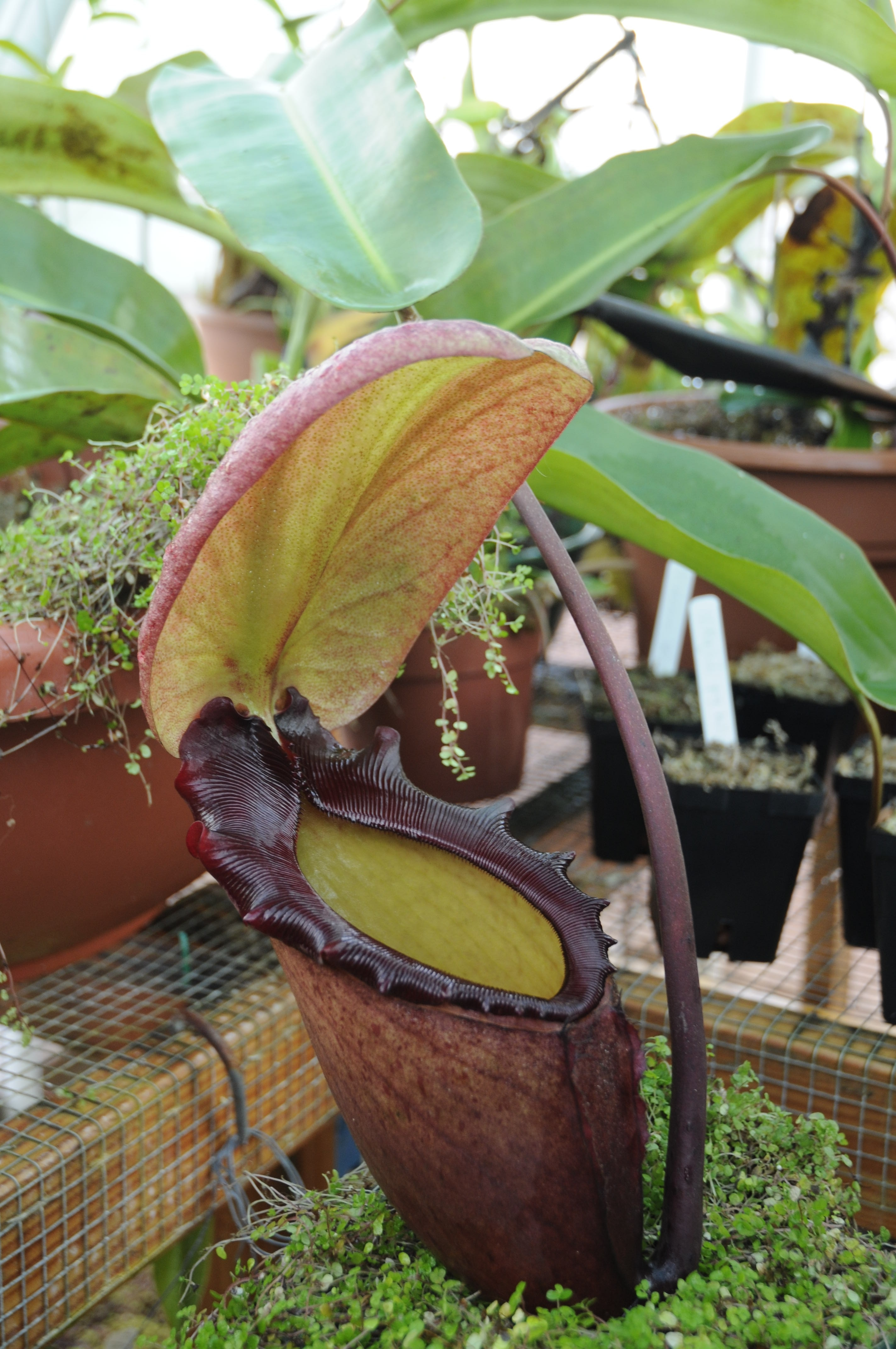
Kultivovaná láčkovka rádža

Pěstování láčkovky rádža je obtížné vzhledem k její příslušnosti mezi vysokohorské druhy. K chovu jsou doporučeny rozměrnější vitríny, v botanických zahradách jsou ukrývány v depozitářích, v nichž je vytvářeno téměř přirozené prostředí. Při vystavování láčkovky rádža je nutné použít zařízení klimatron, které napodobuje přirozené podmínky pro život rostlin. Pěstovat by ji měli pouze odborníci.
Láčkovka rádža vyžaduje denní teploty od 25 do 30 °C a noční 10 až 15 °C, v jiných podmínkách obvykle zahyne, případně dosáhne pouze menšího vzrůstu. Relativní vlhkost vzduchu by neměla klesnout pod 40 %, ideální je 75 %; s vyšší vlhkostí vzduchu rostlina produkuje větší láčky. Pokud není vzduch příliš suchý, nevadí rostlině ani kolísání vlhkosti.
K osvitu je doporučováno přídavné umělé osvětlování, běžné denní světlo obvykle nestačí. Vhodná je halogenová lampa o výkonu 1000 W. Měla by být překryta drátěným sklem a vzdálena od rostlin 1,5 až 2 m, v opačném případě hrozí nebezpečí spálení láčkovek. Světlo by mělo být udržováno zhruba 13 až 14 hodin denně; rostlina pochází z oblasti blízké rovníku a takto je možno napodobit přirozený osvit včetně jeho délky.

### Půda a zálivka

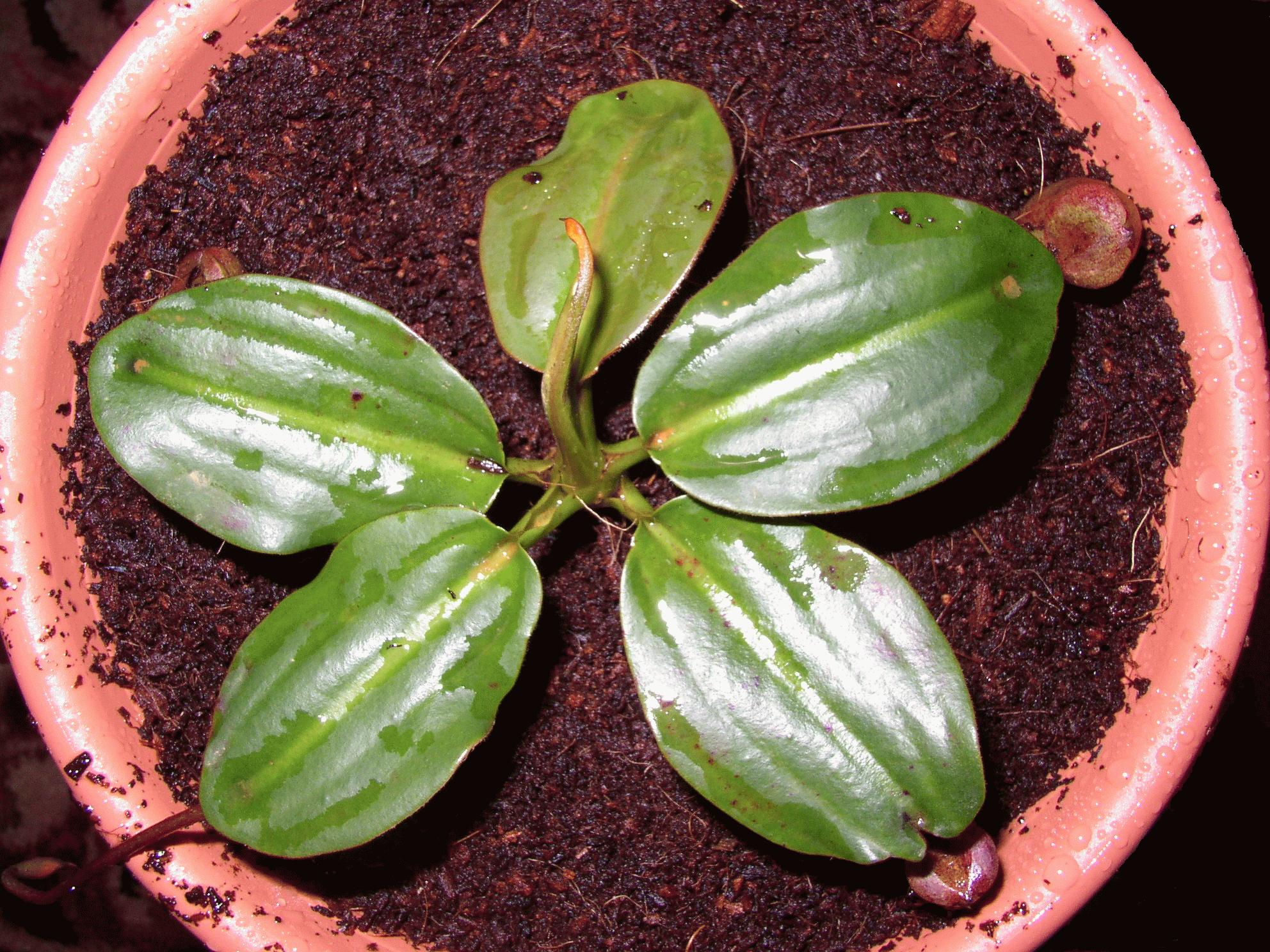
Láčkovka rádža v květináči

Láčkovku rádža je vhodné pěstovat v prostorných plastových květináčích o průměru okolo 43 cm. Před sázením rostlin se doporučuje je předem máčet ve vodě. Mladé rostliny a semenáčky je nejlépe sadit do hrubého písku a rašeliny v poměru 1:1, větší rostliny potřebují substrát lehčí, jako je například dřevité uhlí, perlit, keramzit, vermikulit, korek, pemza, cedrovina, jemná kůra, které se přidávají do substrátů na orchideje, a vlákna ze stromových kapradin, v opačném případě jim zakrňují kořeny. Přidat lze i trochu rašeliny. V kultuře může láčkovka rádža prospívat i v poměrně kyselém substrátu, jaký se připravuje pro acidofilní rostliny. Většina rostlin z rodu Nepenthes nesnese stabilní stání ve vodě, za takových podmínek hrozí zakrnění kořenů a rovněž menší velikost rostlin.
Láčkovka rádža musí být v kultuře pravidelně shora zalévána. Zálivka by měla obsahovat nízkou koncentraci minerálních látek. Celkově by mělo být ve vodě rozpuštěno méně než 100 ppm látek.

## Galerie

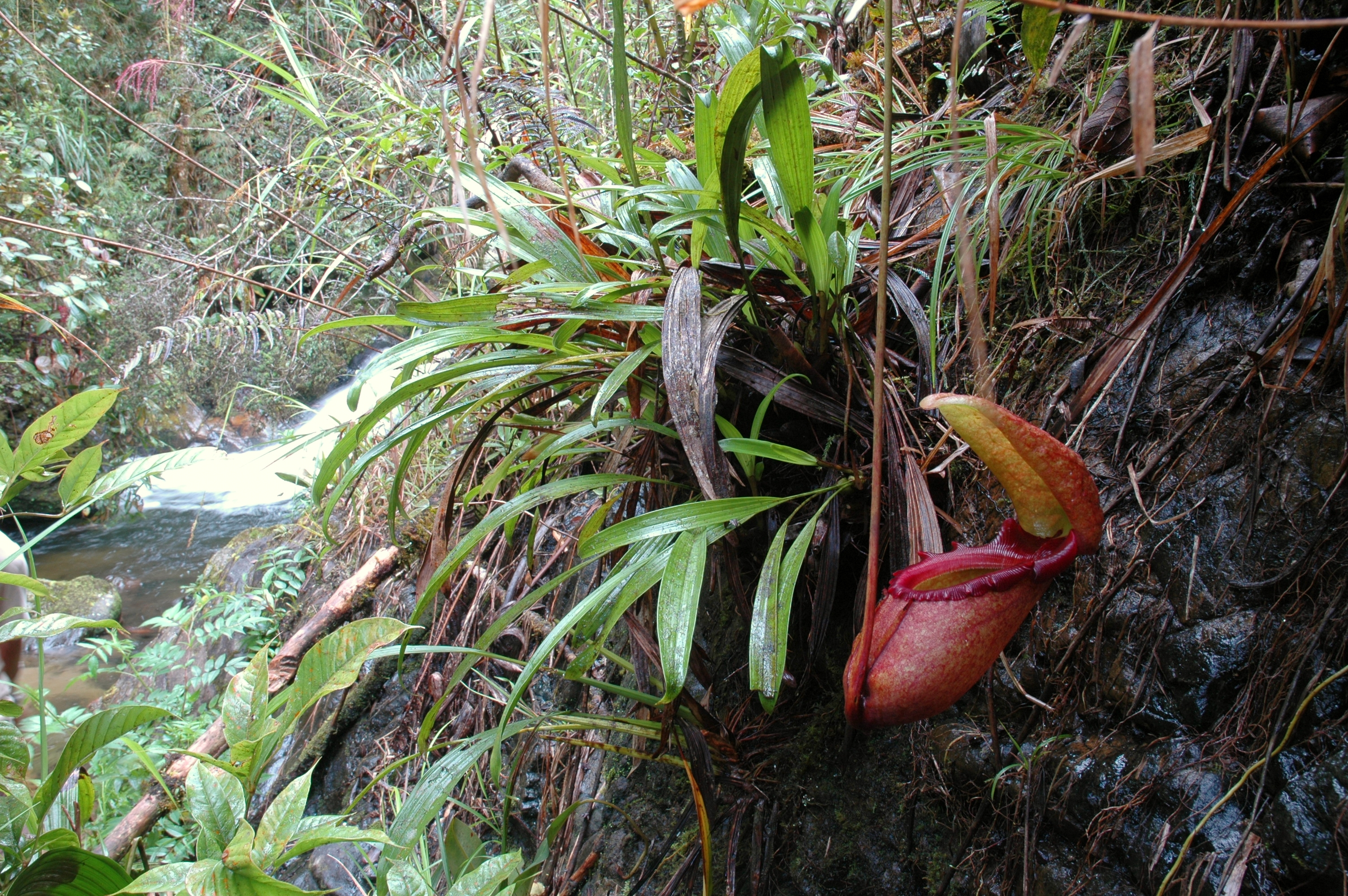
Láčkovka rádža v blízkosti vodopádu
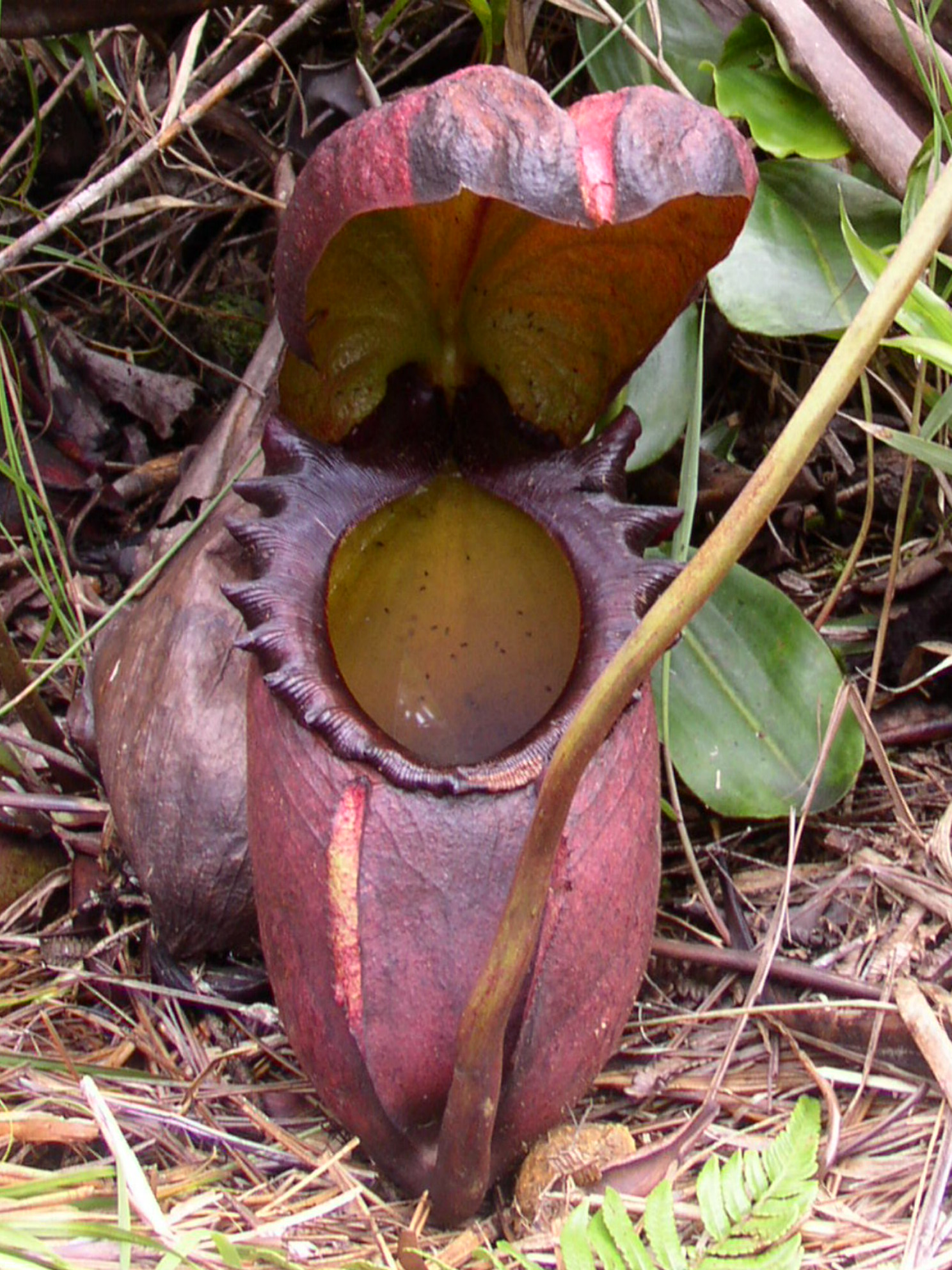
Spodní láčka
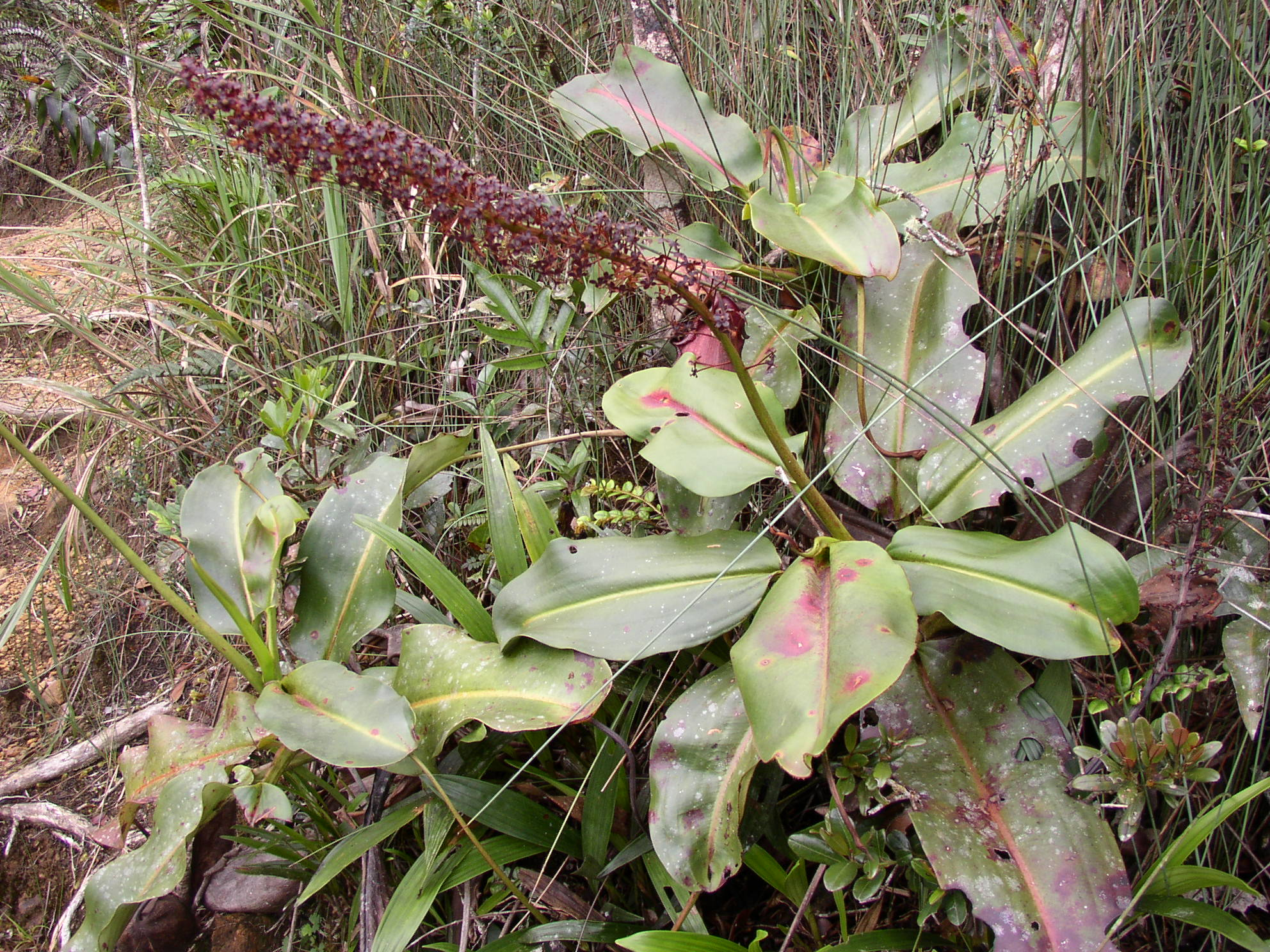
Květenství láčkovky rádža
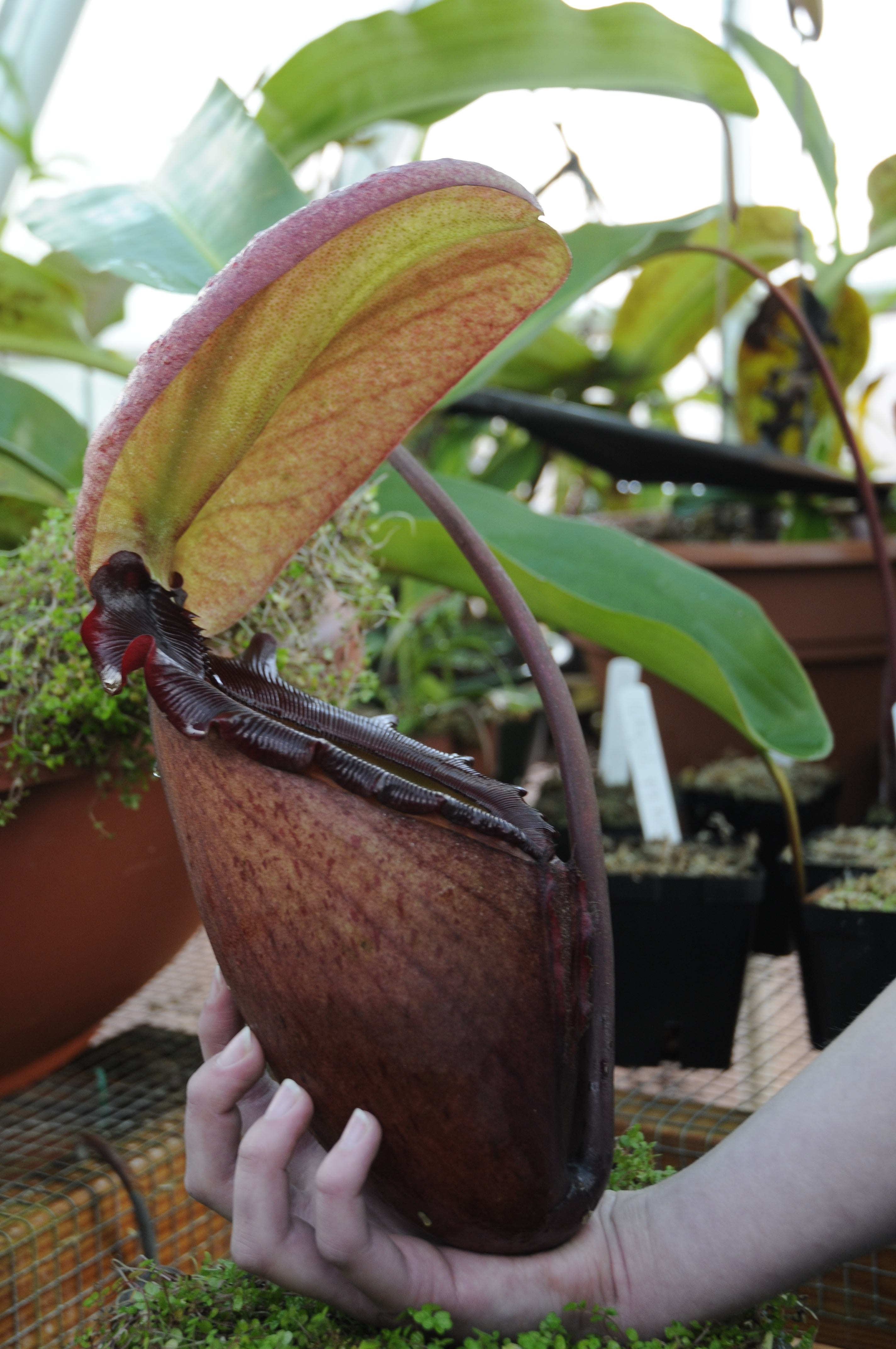
Láčkovka rádža v kultivaci